# ЭП1
ЭП1 (Электровоз Пассажирский, тип 1) — первый серийный пассажирский шестиосный электровоз переменного тока напряжения 25 кВ в истории российского электровозостроения, выпускающийся Новочеркасским электровозостроительным заводом (НЭВЗ). Фактически электровоз ЭП1 является обновлённой пассажирской модификацией грузопассажирского электровоза ВЛ65, от которого отличается применением опорно-рамного подвешивания тяговых двигателей, уменьшенным передаточным числом редуктора для повышения скорости и наличием микропроцессорной системы управления. На основе ЭП1 был создан модифицированный электровоз ЭП1М, отличающийся от базовой модели новой формой кабины машиниста и применением более современного оборудования, а также ЭП1П, отличающийся от ЭП1М увеличенным передаточным числом редуктора для повышения силы тяги.
Электровозы ЭП1 серийно выпускались c 1999 по 2007 год, начиная с 2006 года стали выпускаться ЭП1М и ЭП1П. Всего было выпущено 910 электровозов, включая 381 электровоз ЭП1, 455 ЭП1М и 74 ЭП1П. Все они поступили на железные дороги России, став на них одними из самых массовых пассажирских электровозов переменного тока. В целом ЭП1 считается одной из самых удачных разработок Новочеркасского завода.

## История создания и выпуска

### Предпосылки к созданию
В начале 1990-х годов на железных дорогах России ощущался дефицит пассажирских электровозов. В период 1960—1980-х годов в СССР производились преимущественно грузовые и грузопассажирские электровозы, в то время как пассажирские закупались у завода Skoda в Чехословакии. Однако после распада СССР и появления таможенных пошлин закупать импортные локомотивы стало слишком дорого, в то время как собственного производства пассажирских электровозов в СССР не было. На многих российских линиях, электрифицированных переменным током, для вождения пассажирских поездов продолжали использоваться грузопассажирские электровозы серий ВЛ60, которые технически устарели и отчасти были изношены физически. Шестиосные пассажирские электровозы переменного тока ЧС4, ЧС4Т использовались преимущественно лишь на наиболее скоростных и загруженных маршрутах и их парка было недостаточно.
Создание и производство новых пассажирских электровозов было поручено Новочеркасскому электровозостроительному заводу, являющемуся крупнейшим электровозостроительным предприятием страны. Для скорейшего пополнения парка новыми шестиосными электровозами было принято решение об их создании на основе конструкции серийно выпускаемых НЭВЗом грузовых электровозов. За основу были взяты грузовые двухсекционные электровозы ВЛ85, которые положительно зарекомендовали себя в эксплуатации и имели две однокабинные шестиосные трёхтележечные секции, подходящие для создания на их основе шестиосного односекционного локомотива.
На первом этапе в целях скорейшего пополнения парка новыми локомотивами было решено в сжатые сроки создать универсальный грузопассажирский электровоз переходной конструкции, который фактически представлял собой односекционный двухкабинный вариант ВЛ85 с изменённым передаточным отношением редуктора для повышения скорости и понижения силы тяги, и выпустить опытную партию. И лишь впоследствии на их основе планировалось создать пассажирские локомотивы усовершенствованной конструкции, оснащённые микропроцессорной системой управления и снабжённые более скоростными редукторами и опорно-рамным подвешиванием двигателей на тележках вместо опорно-осевого.

### Выпуск

#### ВЛ65

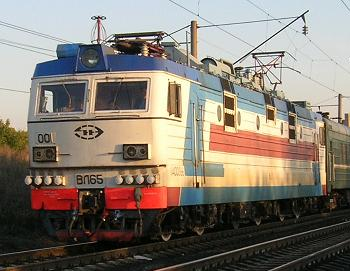
Электровоз ВЛ65-001

В 1992 году завод выпустил два опытных односекционных двухкабинных грузопассажирских электровоза, получивших обозначение серии ВЛ65 и номера 001 и 002. В названии серии ВЛ65 («Владимир Ленин», 6-осный, 5-й подтип) вторая цифра 5 была выбрана с целью указать на схожесть конструкции с ВЛ85, имевшими по три двухосных тележки на секцию, поэтому обозначения ВЛ63 и 64 были пропущены. Конструкционная скорость этих электровозов по сравнению с ВЛ85 увеличилась до 120 км/ч, но они, как и грузовые локомотивы, имели опорно-осевое подвешивание двигателей. Поскольку типоразмерный ряд не предусматривал постройку пассажирских электровозов с опорно-осевой подвеской двигателей и конструкционной скоростью 120 км/ч, то в техническом задании эти локомотивы были обозначены для вождения грузопассажирских и почтово-багажных поездов. После завершения испытаний с 1994 года эти электровозы начали выпускаться серийно по 1999 год, и в общей сложности было выпущено 48 локомотивов серии.
В процессе выпуска в конструкцию электровозов ВЛ65 вносились небольшие изменения, и параллельно велись работы по применению опорно-рамного подвешивания тяговых двигателей и микропроцессорной системы управления, которые было решено опробовать на отдельных электровозах:
- на электровозе № 016 вместо электродвигателей НБ-514 были установлены тяговые электродвигатели НБ-520Б с опорно-рамной подвеской и более скоростным тяговым редуктором с передаточным отношением 2,793 вместо 2,893. При этом конструкционная скорость электровоза увеличилась со 120 до 140 км/ч[1];
- на электровозе № 021 была установлена микропроцессорная система управления двигателями, которая после доводки стала применяться серийно на пассажирских электровозах ЭП1[1].

#### ЭП1
В 1998 году на базе ВЛ65 был создан новый пассажирский электровоз, получивший обозначение серии ЭП1. В связи с общей декоммунизацией названий после распада СССР НЭВЗ начиная с этой серии отказался от букв ВЛ для электровозов и перешёл к новому формату присвоения серий, начинавшемуся с буквы Э и ЭП для пассажирских электровозов. При этом цифры в обозначении серий были начаты с 1.
Электровозы ЭП1 по конструкции были аналогичны ВЛ65, за исключением следующих отличий:
- применены новые тяговые двигатели НБ-520В, имеющие большую частоту вращения и опорно-рамную подвеску вместо опорно-осевой, что уменьшает воздействие машины на путь и удары от пути на сами двигатели;
- изменено передаточное число тяговых редукторов, приведшее к повышению максимальной скорости электровоза при одновременном снижении силы тяги, что приспособило электровоз к скоростям и весу пассажирских составов. В совокупности с применением рамного подвешивания тяговых двигателей, это позволило установить для нового электровоза конструкционную скорость 140 км/ч;
- убраны розетки межэлектровозного соединения под буферными фонарями, ввиду чего работа по системе многих единиц стала невозможной;
- появилась возможность работы мотор-вентиляторов и мотор-насоса на низкой (сниженной втрое) скорости путём запитывания их напряжением 90 В с частотой 16,66 Гц от статического преобразователя, что обеспечивает экономию электроэнергии и снижает уровень шума;
- с номера 029 двигатели мотор-компрессоров НВА-55 заменены на восьмиполюсные НВА-22, в результате чего компрессоры работают на низкой скорости;
- в системе управления электровозом установлены два комплекта микропроцессорной системы управления и диагностики (МСУД) — основной и резервный, обеспечивающие контроль и управление электровозом, а пульт управления в кабине машиниста оснащён электронным дисплейным модулем — блоком индикации (БИ), обеспечивающим вывод информации о состоянии систем локомотива и диагностических сообщений, формируемых системой управления.

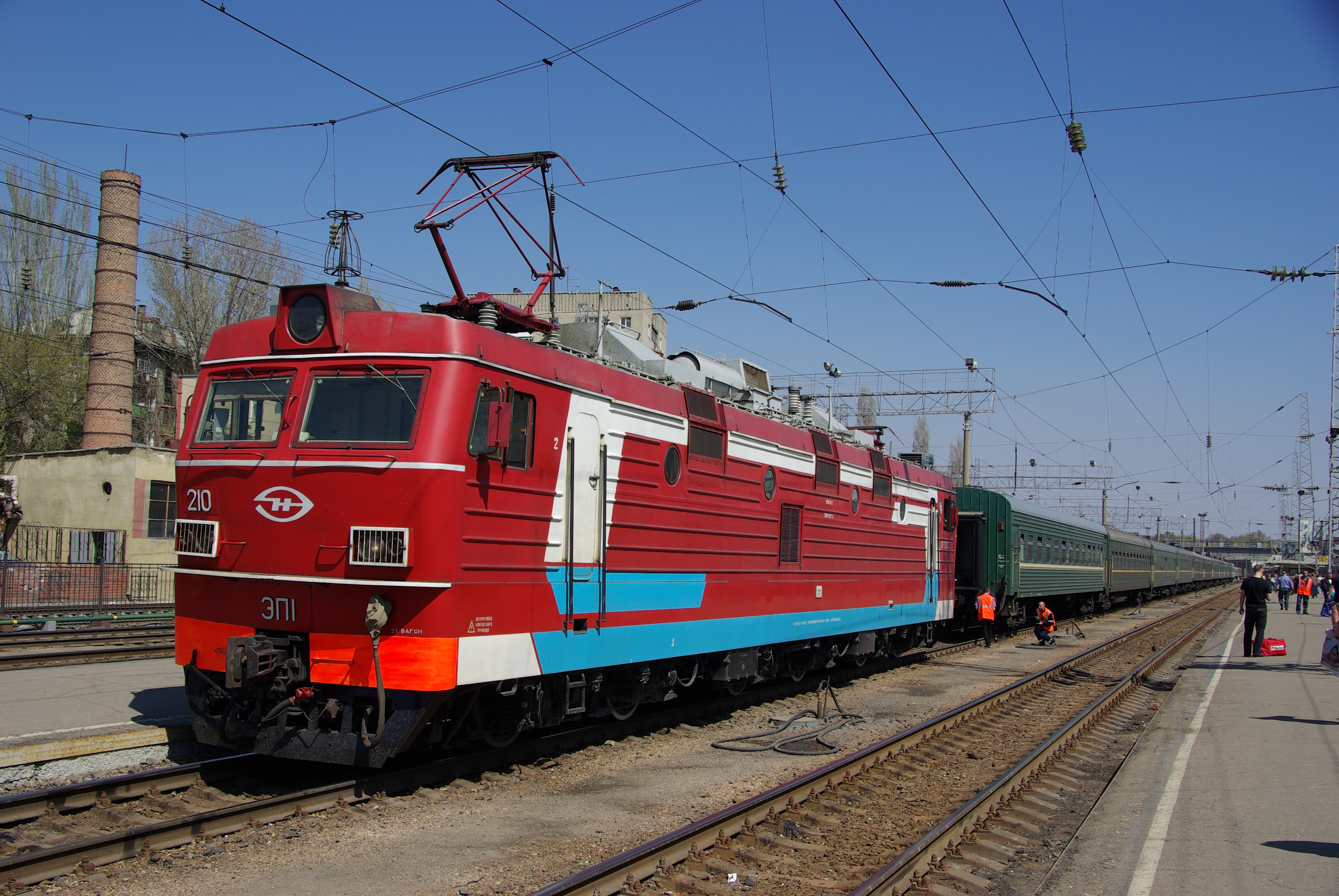
ЭП1-210 в красной заводской окраске

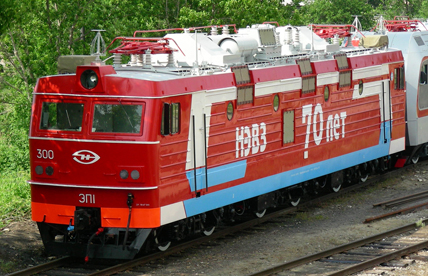
ЭП1-300 со светодиодными буферными фонарями

Первый электровоз ЭП1-001 был построен в 1998 году. После завершения его испытаний был начат серийный выпуск этих локомотивов, продолжавшийся по 2007 год. Всего был построен 381 электровоз этой серии.
Данные по выпуску электровозов ЭП1 по годам приведены в таблице:
| Год выпуска | Количество | Номера           |
| 1998        | 1          | 001              |
| 1999        | 8          | 002—009          |
| 2000        | 19         | 010—028          |
| 2001        | 18         | 029—046          |
| 2002        | 18         | 047—064          |
| 2003        | 28         | 065—092          |
| 2004        | 55         | 093—147          |
| 2005        | 103        | 148—250          |
| 2006        | 105        | 251—319, 321—356 |
| 2007        | 26         | 357—382          |
| Всего       | 381        | 001—319, 321—382 |

#### ЭП1М и ЭП1П

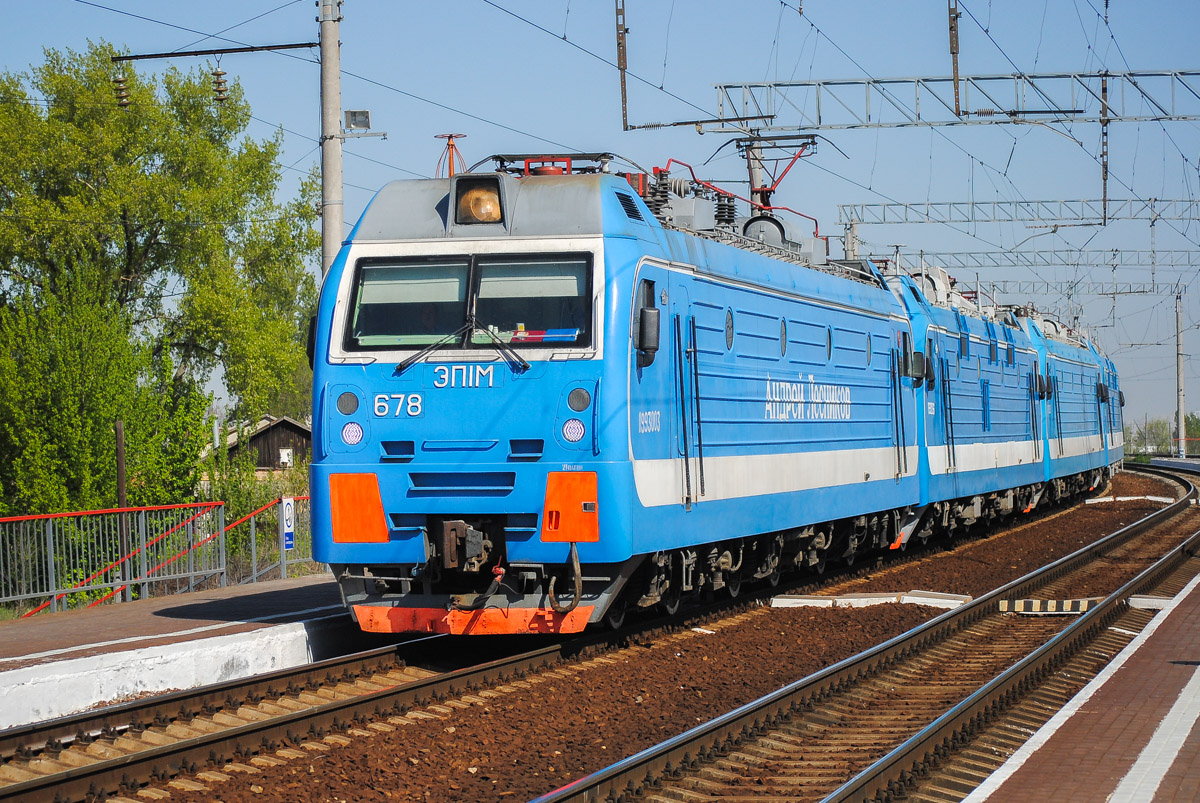
Сплотка электровозов ЭП1М № 678 «Андрей Лесников», 587, 615 и 581

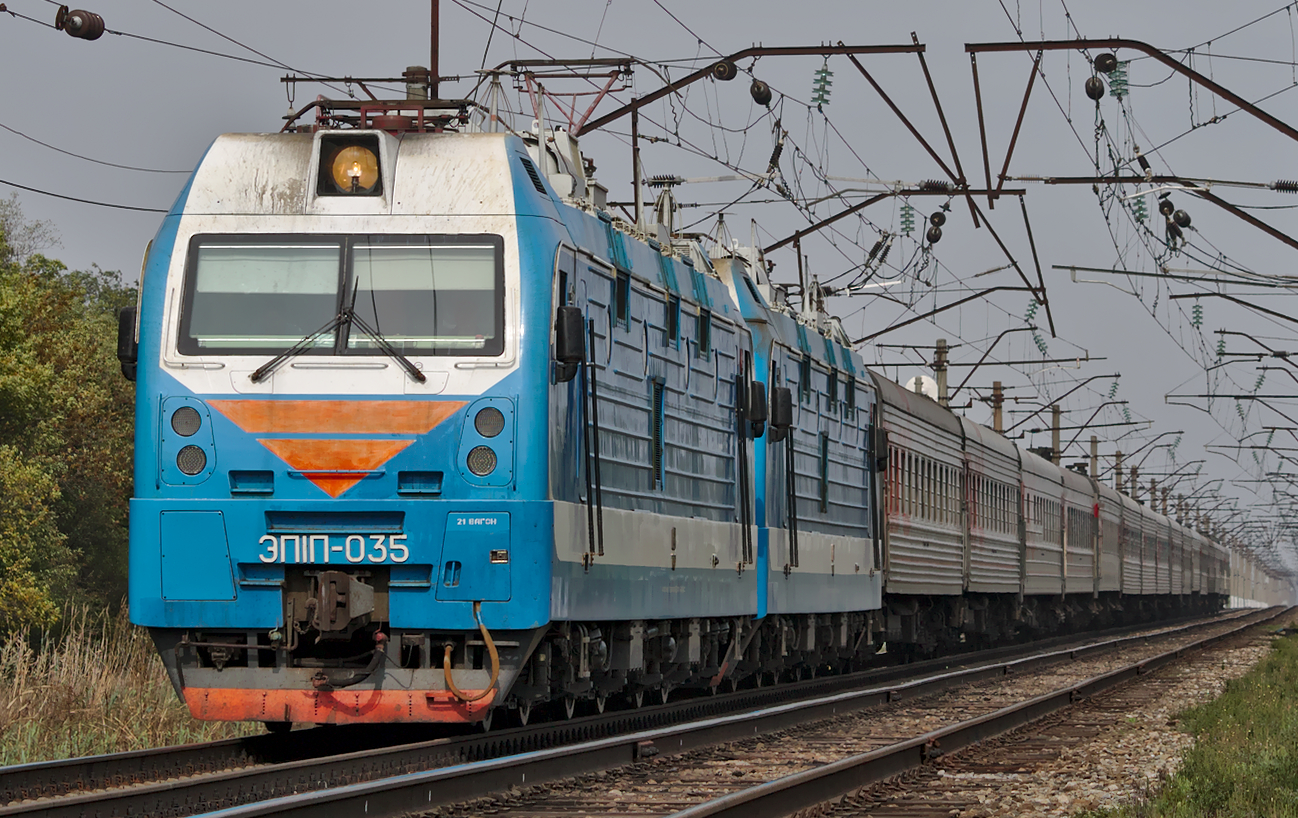
ЭП1П-035 в сцепе с другим ЭП1П и пассажирским поездом

В 2006 году на базе ЭП1 был создан первый модифицированный электровоз ЭП1М-320. От ЭП1 он отличается новой пластиковой лобовой частью кабины машиниста, имеющей более обтекаемую изогнутую наклонную форму, установкой асимметричных облегчённых полупантографов вместо обычных пантографов и модифицированным пультом машиниста, оснащённым более современными оборудованием и позволяющим осуществлять управление электровозом одним машинистом без помощника. Тем не менее управление в одиночку чрезвычайно затрудняет расположение приборов безопасности на пульте машиниста, в частности, пульта «САУТ». От управления локомотивом «в одно лицо» по этой и некоторым другим причинам отказались. Исключением является только Октябрьская железная дорога. Электровозы ЭП1 эксплуатируются машинистами без помощников на участке Свирь — Мурманск преимущественно с поездами 15/16 (Москва — Мурманск) и 11/12 (Санкт-Петербург — Мурманск).
Чуть позднее на базе ЭП1М была создана модификация ЭП1П, предназначавшаяся специально для эксплуатации на тяжёлом профиле и в климатических условиях с влажностью воздуха до 95-100 % и отличающаяся от ЭП1М изменённым передаточным числом редуктора, обеспечивающим увеличение силы тяги по сравнению с ЭП1М на 16,5 % за счёт снижения скорости движения, и соответствующими ему изменениями в микропрограмме при выборе режимов тяги.
Первый опытный электровоз ЭП1М-320 был выпущен в 2006 году, а после завершения его испытаний с 2007 года ЭП1М стали выпускаться серийно вместо ЭП1, продолжив нумерацию серии начиная с номера 383. Электровозы ЭП1П выпускались с 2007 по 2010 год и получили отдельную от ЭП1 и ЭП1М нумерацию.
Данные по выпуску электровозов ЭП1М и ЭП1П по годам приведены в таблице:
| Год выпуска | Количество | Количество | Номера                 | Номера  |
| Год выпуска | ЭП1М       | ЭП1П       | ЭП1М                   | ЭП1П    |
| 2006        | 1          | —          | 320                    | —       |
| 2007        | 75         | 8          | 383—457                | 001—008 |
| 2008        | 100        | 10         | 458—557                | 009—018 |
| 2009        | 50         | 30         | 558—607                | 019—048 |
| 2010        | 40         | 26         | 608—647                | 049—074 |
| 2011        | 62         | —          | 648—709                | —       |
| 2012        | 50         | —          | 710—759                | —       |
| 2013        | 20         | —          | 760—779                | —       |
| 2014        | 5          | —          | 780—784                | —       |
| 2015        | 4          | —          | 785—788                | —       |
| 2016        | 4          | —          | 789—792                | —       |
| 2017        | 4          | —          | 793—796                | —       |
| 2018        | 4          | —          | 797—800                | —       |
| 2019        | 4          | —          | 801—804                | —       |
| 2020        | 4          | —          | 805—808                | —       |
| 2021        | 4          | —          | 809—812                | —       |
| 2022        | 6          | —          | 813—818                | —       |
| 2023        | 6          | —          | 819—824                | —       |
| 2024        | 16         | —          | 825—838, 840, 842      | —       |
| Всего       | 459        | 74         | 320, 383—838, 840, 842 | 001—074 |

## Общие сведения
Электровозы семейства ЭП1 предназначены для вождения пассажирских поездов средней длины (до 24 вагонов) на железных дорогах колеи 1520 мм, электрифицированных на однофазном переменном токе номинального напряжения 25 кВ и частоты 50 Гц. Электровоз рассчитан на работу при напряжении в контактной сети от 19 до 29 кВ и температуре наружного воздуха от −50°С до +45°С (предельное рабочее значение) и высоте над уровнем моря до 1200 м. Электрооборудование, устанавливаемое в кузове электровоза, рассчитано на работу при температуре от −50°С до +60°С. Мощность электровоза в часовом режиме 4700 кВт позволяет вести поезд массой 1440 т по подъёму 9 ‰ со скоростью 80 км/ч. Электровоз ЭП1П за счёт применения иного тягового редуктора и увеличения силы тяги может преодолевать с поездом аналогичной массы и большие подъёмы, вплоть до 18 ‰, но с меньшей скоростью.
Фактически ЭП1 — это электровоз ВЛ65, модернизированный для пассажирского движения и имеющий более современную микропроцессорную систему управления, а ЭП1М и ЭП1П — его усовершенствованные модификации с более обтекаемой кабиной и современным пультом управления. Работа электровозов ЭП1 всех типов по системе многих единиц, в отличие от ВЛ65, не предусматривается, поскольку ВЛ65 были сделаны с расчётом на вождение грузовых составов, где мощности одного такого электровоза может быть недостаточно, в то время как для вождения более коротких и лёгких пассажирских составов мощность электровоза данного класса является достаточной. Электровозы ЭП1 позиционируются производителем в качестве замены советских электровозов ВЛ60 и ранее импортированных из Чехословакии ЧС4 и ЧС4Т.

### Технические характеристики
Основные технические характеристики электровозов ВЛ65, ЭП1, ЭП1М и ЭП1П:
| Осевая формула                                                    | Осевая формула                                                    | 20—20—20                  | 20—20—20                  | 20—20—20                                | 20—20—20                                |
| Размеры                                                           |                                                                   |                           |                           |                                         |                                         |
| Габарит                                                           | Габарит                                                           | 1-Т                       | 1-Т                       | 1-Т                                     | 1-Т                                     |
| Длина, мм                                                         | по осям автосцепок                                                | 22 500                    | 22 500                    | 22 532                                  | 22 532                                  |
| Длина, мм                                                         | по буферным брусьям                                               | 21 280                    | 21 280                    | 21 280                                  | 21 280                                  |
| Ширина, мм                                                        | по боковым стенам                                                 | 3180                      | 3180                      | 3180                                    | 3180                                    |
| Ширина, мм                                                        | по раме                                                           | 3232                      | 3232                      | 3232                                    | 3232                                    |
| Ширина, мм                                                        | по зеркалам                                                       | 3565                      | 3565                      | 3565                                    | 3565                                    |
| Высота от уровня рельс, мм                                        | крыши кузова                                                      | 4250                      | 4250                      | 5100 (обтекатели) 4250 (основная часть) | 5100 (обтекатели) 4250 (основная часть) |
| Высота от уровня рельс, мм                                        | опущенного токоприёмника                                          | 5050                      | 5050                      | 5050                                    | 5050                                    |
| Высота от уровня рельс, мм                                        | поднятого токоприёмника                                           | 5500 — 7000               | 5500 — 7000               | 5500 — 7000                             | 5500 — 7000                             |
| Высота от уровня рельс, мм                                        | оси автосцепок                                                    | 1060±20                   | 1060±20                   | 1060±20                                 | 1060±20                                 |
| Размеры ходовой части, мм                                         | База между центрами тележек                                       | 6765 + 6765               | 6765 + 6765               | 6765 + 6765                             | 6765 + 6765                             |
| Размеры ходовой части, мм                                         | Колёсная база тележек                                             | 2900                      | 2900                      | 2900                                    | 2900                                    |
| Размеры ходовой части, мм                                         | Диаметр новых колёс                                               | 1250                      | 1250                      | 1250                                    | 1250                                    |
| Размеры ходовой части, мм                                         | Ширина колеи                                                      | 1520                      | 1520                      | 1520                                    | 1520                                    |
| Размеры ходовой части, мм                                         | Минимальный радиус проходимых кривых                              | 125*103                   | 125*103                   | 125*103                                 | 125*103                                 |
| Весовые показатели                                                |                                                                   |                           |                           |                                         |                                         |
| Рабочая масса, т                                                  | Рабочая масса, т                                                  | 132                       | 132                       | 132                                     | 132                                     |
| Нагрузка от оси на рельсы, тс                                     | Нагрузка от оси на рельсы, тс                                     | 22                        | 22                        | 22                                      | 22                                      |
| Максимальная разность нагрузки между колёсами оси, кН (тс)        | Максимальная разность нагрузки между колёсами оси, кН (тс)        | 5,0 (0,51)                | 5,0 (0,51)                | 5,0 (0,51)                              | 5,0 (0,51)                              |
| Масса крайней/средней тележки, т                                  | Масса крайней/средней тележки, т                                  | 21,15 / 20,37             | 21,15 / 20,37             | 21,15 / 20,37                           | 21,15 / 20,37                           |
| Запас песка, кг                                                   | Запас песка, кг                                                   | 780                       | 780                       | 780                                     | 780                                     |
| Тягово-энергетические характеристики                              |                                                                   |                           |                           |                                         |                                         |
| Напряжение и род тока в контактной сети                           | Номинальное напряжение, кВ                                        | 25                        | 25                        | 25                                      | 25                                      |
| Напряжение и род тока в контактной сети                           | Допустимое напряжение, кВ                                         | 19 — 29                   | 19 — 29                   | 19 — 29                                 | 19 — 29                                 |
| Напряжение и род тока в контактной сети                           | Род и частота тока, Гц                                            | однофазный переменный, 50 | однофазный переменный, 50 | однофазный переменный, 50               | однофазный переменный, 50               |
| Передаточное отношение редуктора                                  | Передаточное отношение редуктора                                  | 81 : 28 (2,893)           | 85 : 26 (3,269)           | 85 : 26 (3,269)                         | 88 : 23 (3,826)                         |
| Мощность на валах тяговых двигателей, кВт                         | часового режима                                                   | 5010                      | 4700                      | 4700                                    | 4700                                    |
| Мощность на валах тяговых двигателей, кВт                         | длительного режима                                                | 4680                      | 4400                      | 4400                                    | 4400                                    |
| Сила тяги, кН (тс)                                                | при трогании с места                                              | ?                         | 380 (38,75)               | 380 (38,75)                             | 440 (44,87)                             |
| Сила тяги, кН (тс)                                                | часового режима                                                   | 245 (25)                  | 230 (23,45)               | 230 (23,45)                             | 270 (27,53)                             |
| Сила тяги, кН (тс)                                                | длительного режима                                                | 225 (22,94)               | 210 (21,41)               | 210 (21,41)                             | 250 (25,5)                              |
| Сила тяги, кН (тс)                                                | длительного режима при 48 % возбуждения                           | ?                         | 152 (15,5)                | 152 (15,5)                              | 178 (18,15)                             |
| Сила тяги, кН (тс)                                                | длительного ускоренного режима                                    | ?                         | 120 (12,24)               | 120 (12,24)                             | 148 (15,1)                              |
| Сила тяги, кН (тс)                                                | при конструкционной скорости                                      | ?                         | 90 (9,18)                 | 90 (9,18)                               | 100 (10,2)                              |
| Скорость, км/ч                                                    | часового режима                                                   | 68                        | 70                        | 70                                      | 60                                      |
| Скорость, км/ч                                                    | длительного режима                                                | 70,2                      | 72                        | 72                                      | 61,5                                    |
| Скорость, км/ч                                                    | длительного режима при 48 % возбуждения                           | ?                         | 106                       | 106                                     | 90                                      |
| Скорость, км/ч                                                    | длительного ускоренного режима                                    | ?                         | 120                       | 120                                     | 100                                     |
| Скорость, км/ч                                                    | конструкционная                                                   | 120                       | 140                       | 140                                     | 120                                     |
| Максимальное усилие растяжения, не вызывающее деформаций, кН (тс) | Максимальное усилие растяжения, не вызывающее деформаций, кН (тс) | 1960 (200)                | 1960 (200)                | 1960 (200)                              | 1960 (200)                              |
| Мощность рекуперативного торможения, кВт                          | краткая                                                           | 6500                      | 6500                      | 6500                                    | 6500                                    |
| Мощность рекуперативного торможения, кВт                          | длительная                                                        | 4500                      | 4500                      | 4500                                    | 4500                                    |
| Мощность системы отопления вагонов (3 режима), кВА                | Мощность системы отопления вагонов (3 режима), кВА                | 300/720/1200 (21 вагон)   | 300/720/1200 (21 вагон)   | 300/720/1200 (21 вагон)                 | 300/720/1200 (21 вагон)                 |

### Нумерация и маркировка

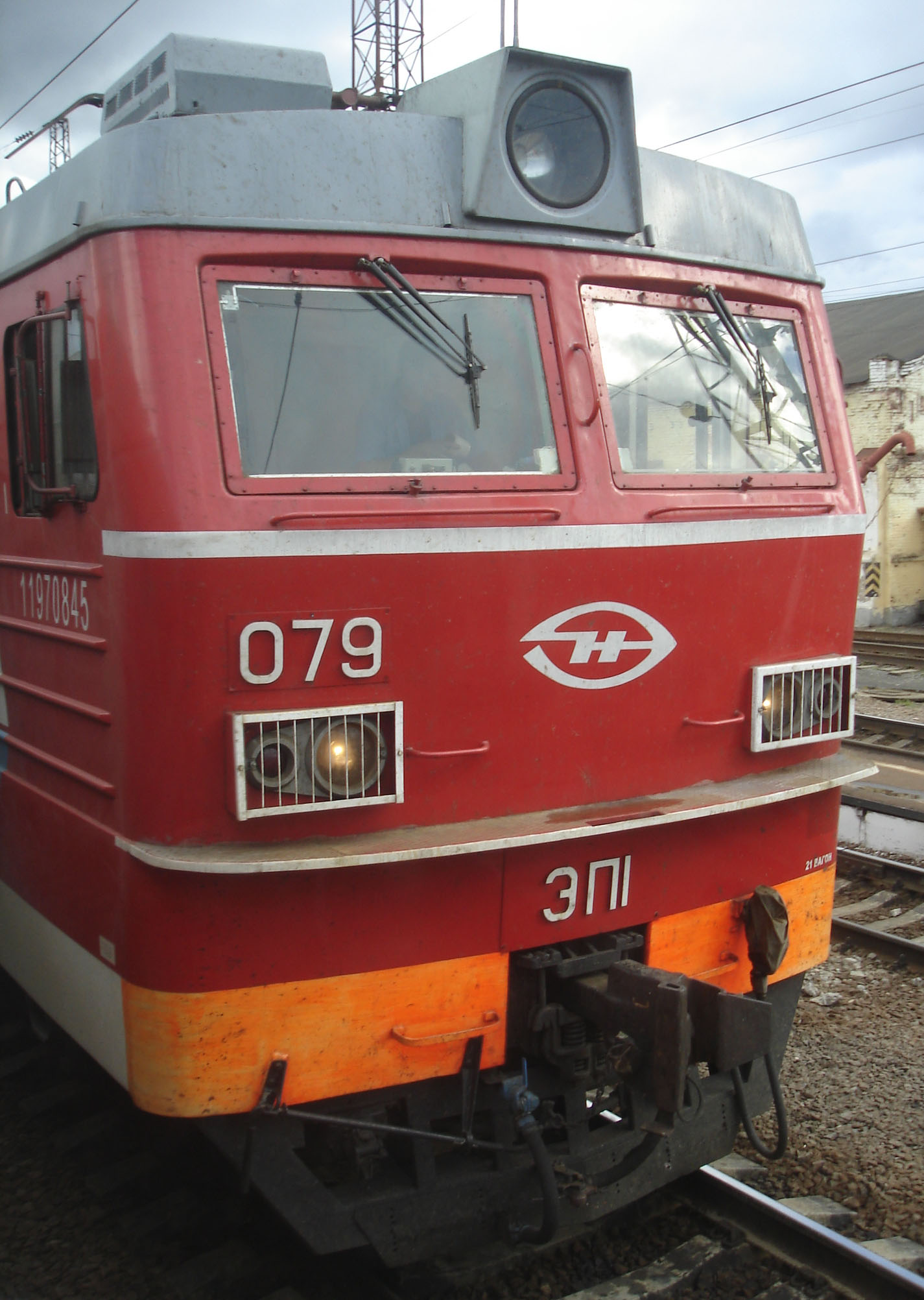
Кабина ЭП1-079, вид спереди

Электровозы ЭП1 и модификации получали трёхзначные номера, начиная с 001. Нумерация электровозов ЭП1М является общей с ЭП1 и продолжает её, в то время как у ЭП1П нумерация отдельная, несмотря на то что конструктивно электровозы ЭП1М и ЭП1П значительно ближе друг к другу, чем к оригинальным ЭП1.
На электровозах ЭП1 маркировка серии и номера нанесена на лобовой части аналогично электровозам ВЛ65 и ВЛ85 в виде объёмных металлических букв: серия ЭП1 указывается по центру над автосцепкой, а трёхзначный номер — над правым буферным фонарём под лобовым стеклом. На некоторых электровозах обозначение серии и номера также наносилось белой краской сбоку под окном кабины машиниста в формате ЭП1—XXX, где XXX — номер электровоза. Также зачастую указан сетевой номер электровоза.
На электровозах ЭП1М и ЭП1П маркировка серии и номера также расположена на лобовой части и как правило нанесена также в виде металлических букв, однако в отличие от ЭП1 имеет несколько вариантов размещения в зависимости от выпуска машин:
- на ЭП1М-320 маркировка изначально была выполнена краской и меньшим шрифтом, хотя обозначение серии и номера располагалось там же где и у ЭП1, однако уже через год после выпуска она получила новый формат как на серийных машинах;
- на ЭП1М с 383 по 663 и всех ЭП1П серия и номер стали обозначаться в одной строке по центру над автосцепкой металлическими буквами в формате ЭП1М-XXX, где XXX — номер электровоза;
- на ЭП1М с 664 по 752 маркировки серии и номера были разнесены и перенесены в другое место: серия стала обозначаться по центру под лобовым стеклом, а номер — слева от правого верхнего буферного фонаря;
- на ЭП1М с 753 по 789 и с 793 серия стала обозначаться по центру внизу над автосцепкой, а номер — над серией по центру чуть ниже уровня нижних буферных фонарей;
- на ЭП1М с 790 по 792 серия осталась по центру снизу над автосцепкой, а номер снова стал обозначаться слева от верхнего правого буферного фонаря.

На многих электровозах ЭП1М и ЭП1П маркировка также наносится сбоку белой краской под правым боковым окном кабины машиниста, при этом формат её может отличаться. Например, у электровозов ранних выпусков указывается серия и номер в формате ЭП1М-XXX, а у электровозов поздних выпусков — только номер без указания серии. Также сбоку может быть указан сетевой номер электровоза и депо приписки. Зачастую между окном и дверью кабины также указывается номер кабины — 1 или 2.

### Окраска
Электровозы ЭП1 базовой модели с завода окрашивались в красный цвет с полосами белого и голубого цвета по бокам по цветовой схеме, схожей с окраской большинства электровозов ВЛ65. За эту окраску в сочетании с прямой формой кабины машиниста электровозы обеих моделей получили прозвище «кирпич». Со временем в ряде депо небольшие партии электровозов были перекрашены в другие двухцветные цветовые схемы синего, зелёного и бежевого цветов, однако при этом расположение и форма боковых полос сохранилась. Также часть электровозов получила окраску в виде российского флага (белая, синяя и красная полосы сверху вниз). В 2010-х годах часть электровозов стала окрашиваться в трёхцветную фирменную красно-серую окраску «РЖД»: верхняя половина в зоне кабины машиниста окрашивалась в красный цвет, средняя часть в зоне кабины, а также верх и середина по бокам напротив машинного отделения — в светло-серый, а низ — в тёмно-серый. При этом лобовая часть на уровне автосцепки получила оранжевую окраску вне зависимости от основной цветовой схемы электровоза.

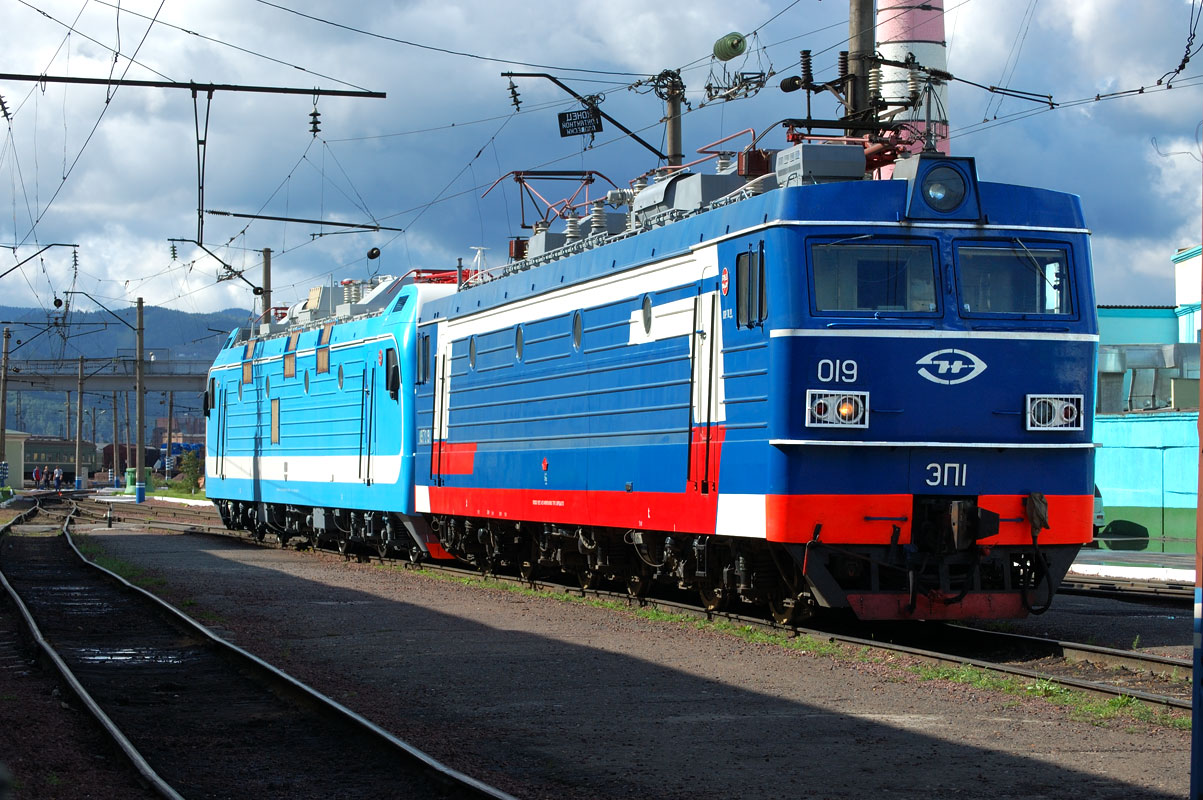
ЭП1-019 в синей окраске и ЭП1П-010
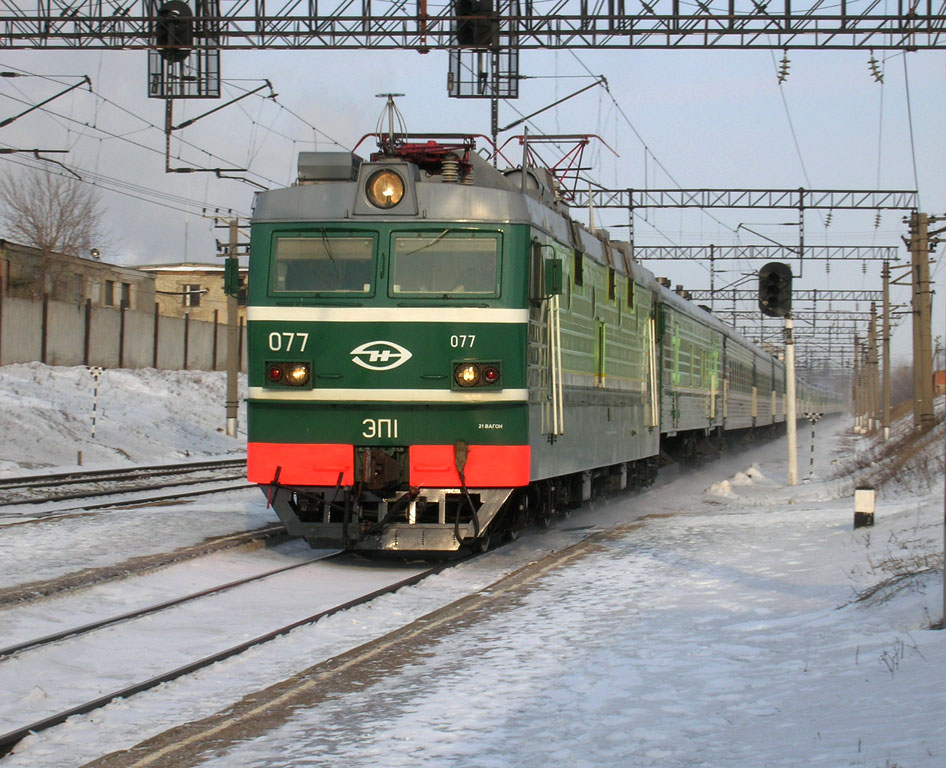
ЭП1-077 в зелёной окраске фирменного поезда
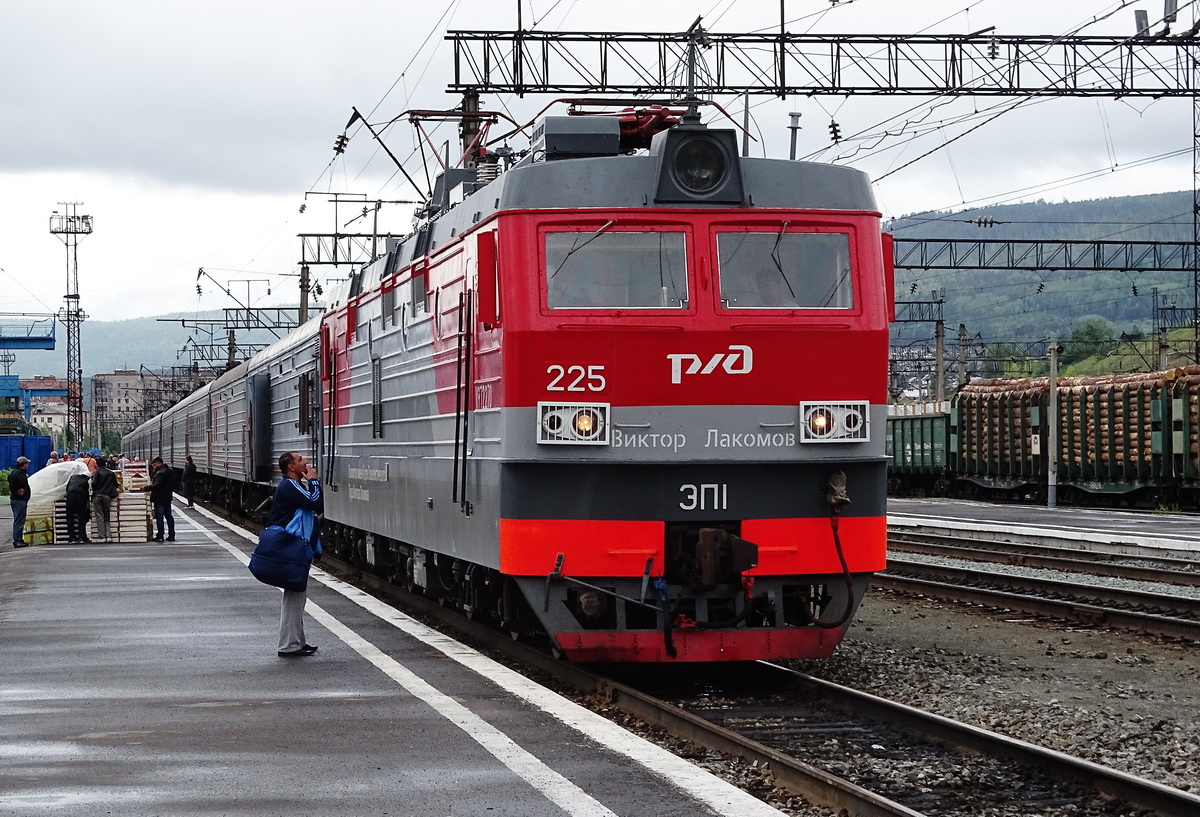
ЭП1-225 в красно-серой окраске РЖД

Электровозы ЭП1М до номера 695 включительно и ЭП1П получили собственную схему окраски голубого цвета с белыми полосами и верхней частью переда кабины, а ЭП1М с номера 696 — трёхцветную красно-серую фирменную окраску РЖД, по схеме схожую с ЭП1. При этом у электровозов до номера 663 включительно спереди был изображён стилизованный оранжевый треугольник, рассечённый узкой голубой полоской на две части, а начиная с 664 он исчез, а в оранжевый цвет стали краситься буферные панели. Уникальную окраску получили электровозы ЭП1М-500 и 511, у которых боковые стены были окрашены в цвета российского флага, а передняя часть кабины имела тёмно-серый цвет. У электровоза № 500 также имеется стилизованная надпись «Юбилейный». Впоследствии эти локомотивы были перекрашены в фирменную окраску РЖД - № 511 в 2017, а №500 -  в 2021.

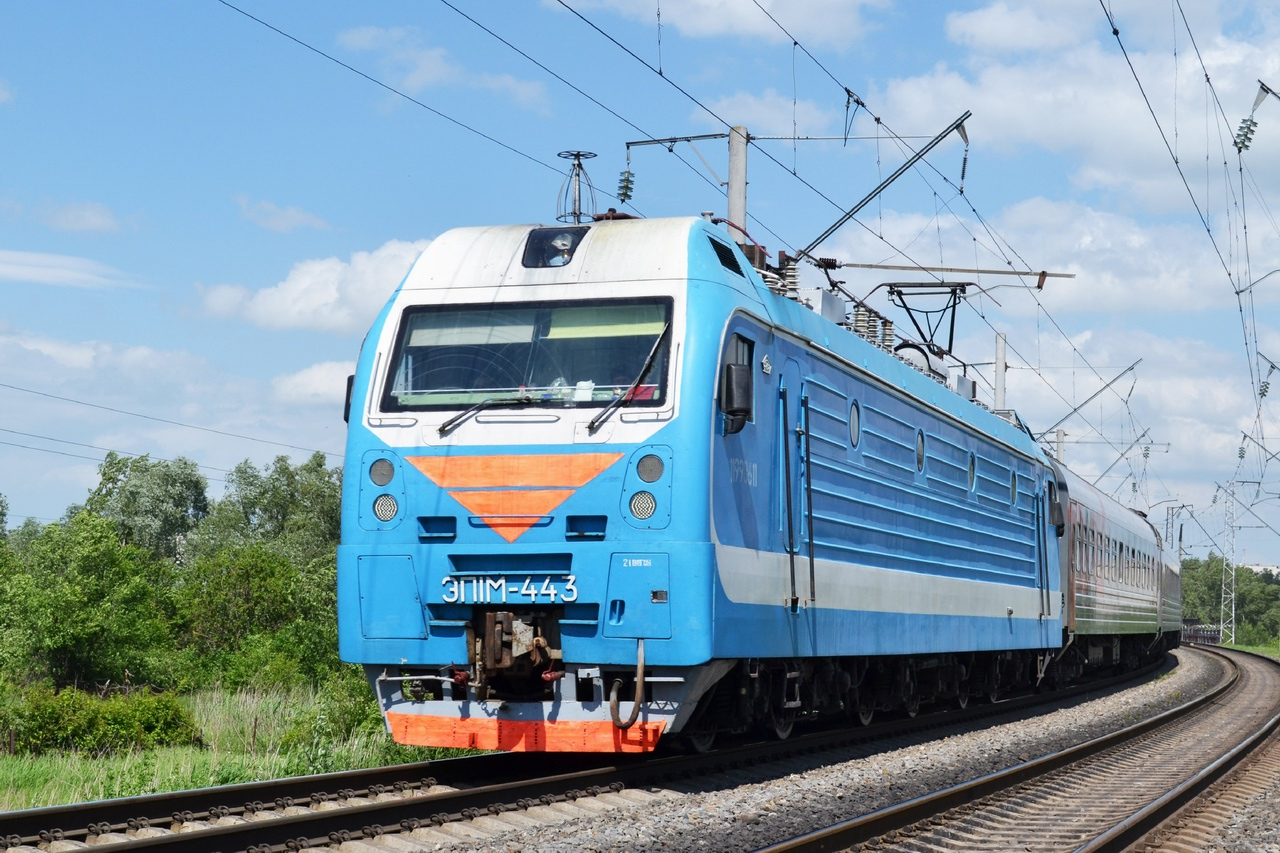
ЭП1М-443 в голубой заводской окраске
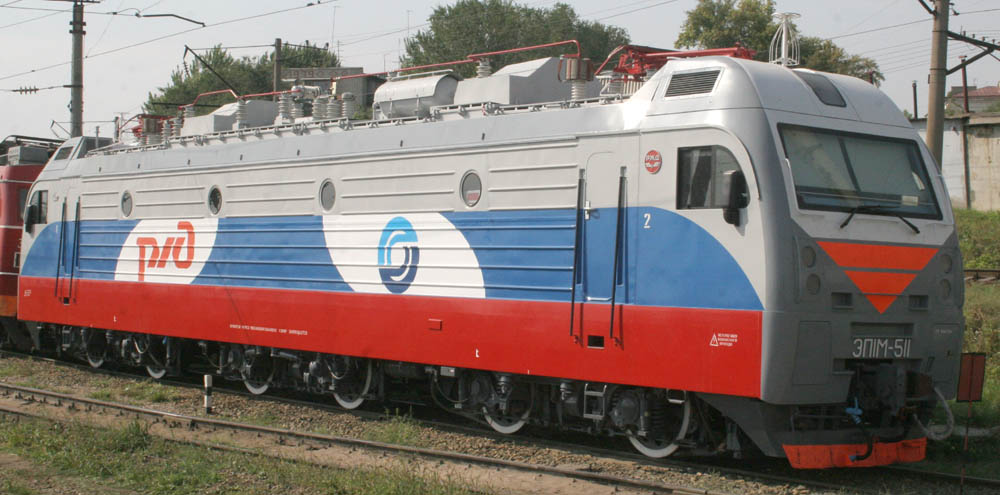
ЭП1М-511 в окраске российского флага
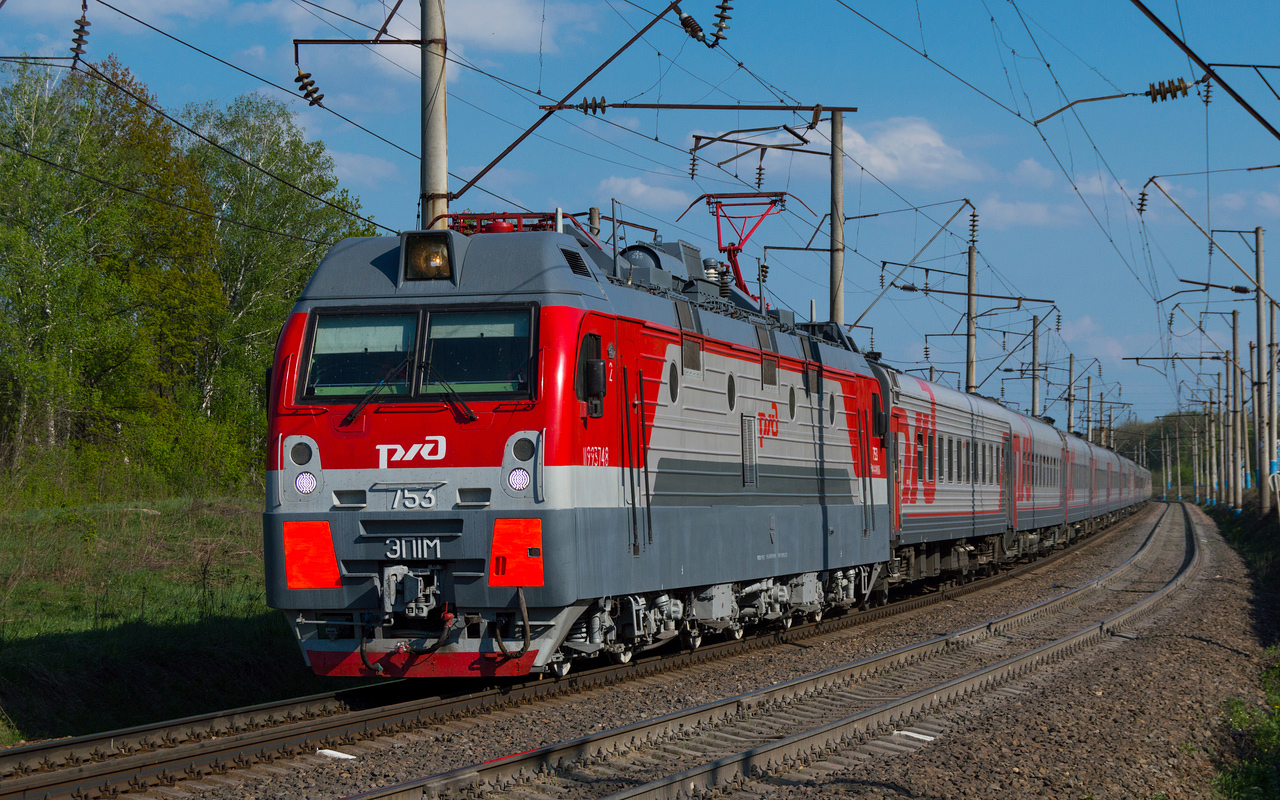
ЭП1М-753 в красно-серой окраске РЖД

## Конструкция

### Кузов
Кузов электровоза — вагонного типа с двумя кабинами по концам, металлический, сваренный из прокатных и гнутых профилей и листового металла. Основными составляющими узлами кузова являются рама, боковые стенки, крыша, лобовые маски кабин, каркасы, форкамеры и песочницы. Кузов имеет полунесущий тип — основную нагрузку воспринимает главная рама, а меньшую часть — каркасы и боковые стены. Кабины электровоза ЭП1 базовой модели сварены и имеют плоскую форму, а у ЭП1М и ЭП1П — изготовлены из пластика и имеют полуобтекаемую наклонную форму.

#### Рама
Основой кузова является рама, воспринимающая все виды нагрузок. Она включает в себя продольные балки, изготовленные из швеллеров, связанных между собой металлическим листом. По концам продольные балки скрепляются между собой буферными брусьями, а в средней части между тележками — двумя фермами, тремя поперечными балками коробчатого сечения над тележками и трансформаторными балками в середине. Все несущие элементы и узлы рамы сварены сплошными швами. По торцам рамы в буферных брусьях крепятся ударно-поглощающие устройства с автосцепками СА-3. Тяговые кронштейны крайних тележек приварены к нижней части буферных брусьев, а кронштейн средней тележки установлен на нижней плоскости промежуточной балки ферменного типа.

#### Лобовая часть

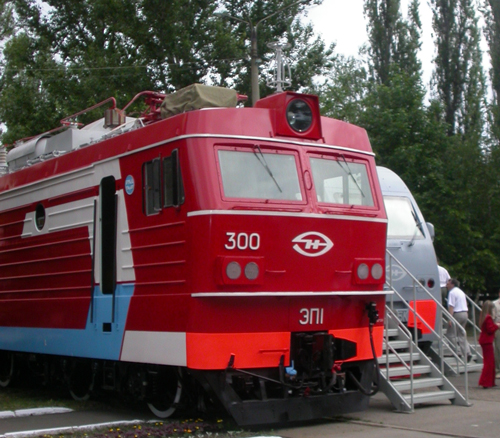
Перед кабины электровоза ЭП1-300 со светодиодными фонарями

У электровозов ЭП1 передняя часть кабины машиниста по конструкции аналогична электровозам ВЛ15, ВЛ65 и ВЛ85 и сварена из стальных профилей и листов. На уровне ниже лобовых стёкол передняя часть кабины плоская и вертикальная, а на уровне лобовых стёкол имеет небольшой наклон назад. Перед кабины имеет два лобовых оконных проёма со стёклами повышенной прочности, каждое из двух стёкол оборудовано стеклоочистителем, установленным над ним. В нижней части по центру расположена автосцепка и рукава пневматических магистралей, слева от них — розетка и кабель электроотопления пассажирских вагонов, а справа — расцепной рычаг автосцепки. Снизу к раме закреплён путеочиститель.
Головной прожектор электровоза расположен по центру над лобовыми стёклами в крыше и имеет выступающий вперёд и вверх корпус коробчатого сечения с круглым светильником. Буферные фонари расположены примерно посередине между автосцепкой и низом лобовых стёкол и снабжены прямоугольными защитными решётками: со стороны края под решёткой находится белый фонарь, а со стороны центра — красный хвостовой меньшего размера. У электровозов 296—300 установлены светодиодные буферные фонари, которые имеют светодиодные лампы одинакового размера, при этом прямоугольный корпус фонарей выдаётся перед кузовом, а решётка отсутствует.
У электровозов ЭП1М и ЭП1П передняя часть кабины машиниста по конструкции схожа с кабинами электровозов Э5К/ЭС5К и ЭС4К и представляет собой каркас из жёстких горизонтальных и вертикальных металлических профилей, снаружи которого установлены пластиковые обтекатели. В отличие от ЭП1, лобовая часть имеет более обтекаемую наклонно-изогнутую выпуклую форму без изгибов, плавно переходящую в аэродинамический обтекатель над крышей. Кабина имеет единый лобовой оконный проём трапециевидной формы, при этом у электровозов ЭП1П по номер 018 и ЭП1М по номер 527 включительно установлено единое стекло, а у ЭП1П с номера 019 и ЭП1М с номера 528 — два стекла, разделённых перегородкой по центру. Лобовые стёкла оборудованы двумя стеклоочистителями с основаниями под стеклом. В нижней части по центру расположена автосцепка и рукава пневматических магистралей, а по бокам от неё имеются ударно-поглощающие буфера, замаскированные под пластиковыми щитками лицевой панели. Под левым щитком спрятана розетка электроотополения пассажирского состава, имеющая выступающий наружу кабель. Снизу к раме закреплён путеочиститель.
Головной прожектор у ЭП1М и ЭП1П установлен по центру над лобовым стеклом в зоне изгиба крышевого обтекателя и имеет трапециевидную форму с сужением вверху. На уровне между автосцепкой и низом лобового стекла расположены наклонные светодиодные буферные фонари круглой формы по два с каждой стороны в утопленном в кузов корпусе. Белые световые фонари расположены внизу, а красные хвостовые — вверху, при этом красные фонари смещены относительно белых чуть ближе к краю кабины. Размеры и форма светосигнальных приборов отличаются у электровозов разных выпусков:
- у ЭП1М по номер 523 и ЭП1П по номер 018 прожектор утоплен в кузов и плавно загибается назад, а корпуса буферных фонарей имеют скруглённые углы;
- у ЭП1М с номера 524 по 791 и ЭП1П с номера 019 прожектор расположен в выдающемся вперёд трапециевидном коробчатом корпусе, буферные фонари аналогичны предыдущему выпуску;
- у ЭП1М с номера 792 корпуса буферных фонарей вместо закруглённых имеют резкие углы, красные хвостовые фонари имеют меньший размер чем белые головные, а прожектор имеет больший наклон по бокам.

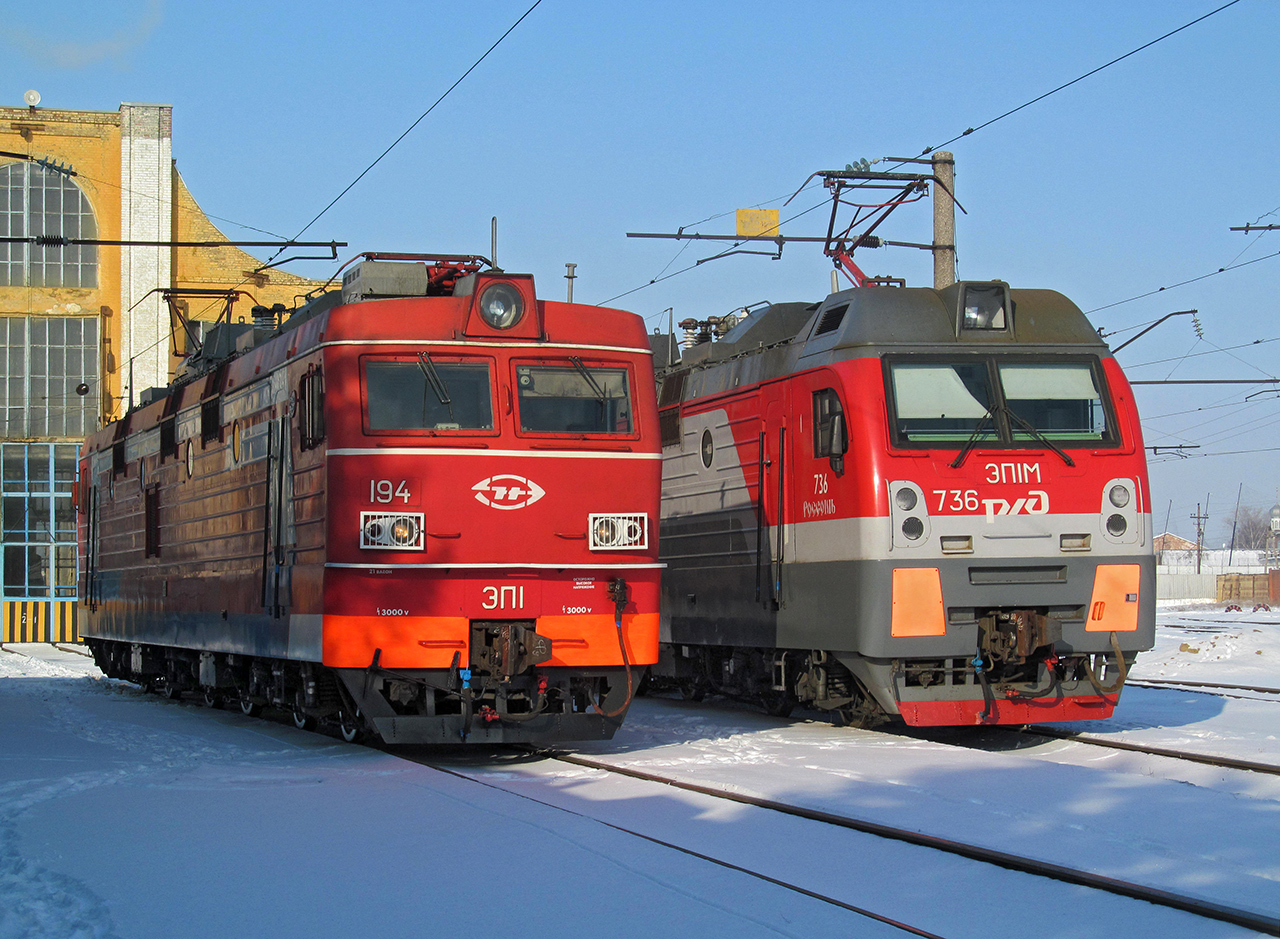
ЭП1-194 и ЭП1М-736 с кабиной среднего выпуска
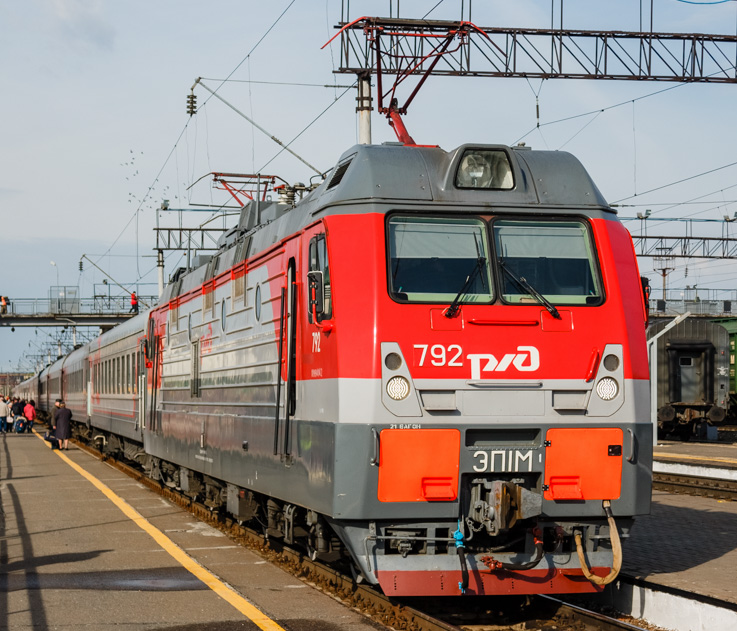
ЭП1М-792 с кабиной позднего выпуска и изменённой конструкцией буферных фонарей и прожектора
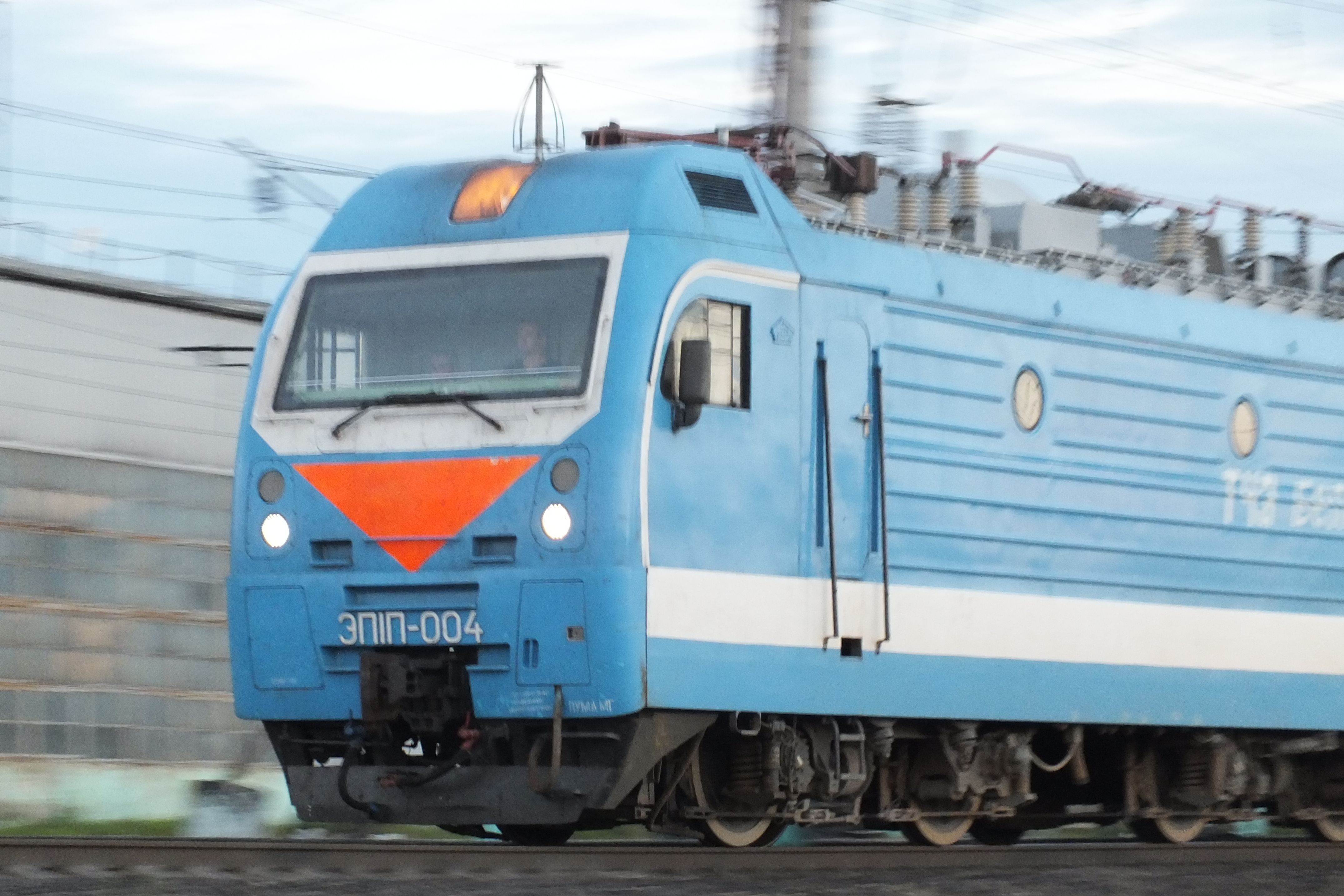
ЭП1П-004 с классической кабиной раннего выпуска

#### Боковые стены
Боковые стены электровоза вертикальные и представляют собой каркас из прокатных профилей, обшитых стальными листами. Напротив машинного отделения для повышения жёсткости боковые стены снабжены продольными гофрами, в то время как в зоне кабины и тамбура они гладкие. С каждой стороны электровозы ЭП1 всех разновидностей имеют симметрично расположенные боковые окна кабины машиниста со сдвижными форточками и зеркалами заднего вида перед ними, входными тамбурными дверями для локомотивной бригады и четырьмя круглыми окнами машинного отделения, унаследованными от электровозов ВЛ разных серий. Входные двери имеют по одной створке без окон с ручками и запорными устройствами и открываются поворотом вовнутрь. Двери рассчитаны по высоте на высокие платформы, а для входа и выхода с уровня путей или низкой платформы предусмотрены ступеньки и вертикальные поручни по бокам от створок. В верхней части боковых стен с одного из бортов электровоза между круглыми окнами вырезаны жалюзи системы вентиляции — центральная между вторым и третьим окном для тягового трансформатора, а две крайние между первым и вторым, третьим и четвёртым — для тяговых электродвигателей и выпрямительно-инверторных преобразователей. Также с этой стороны чуть правее и ниже второго слева окна имеется воздухозаборная решётка.

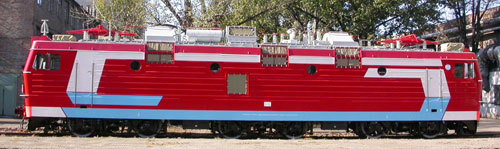
Электровоз ЭП1, вид сбоку со стороны с жалюзи

#### Крыша
Крыша состоит из двух боковых гнутых профилей, связанных каркасом из двух продольных зетобразных профилей и поперечных балок. Она имеет плоскую форму и используется для размещения токоведущего оборудования, а также кондиционеров кабины машиниста и главных воздушных резервуаров. У электровозов ЭП1М и ЭП1П в передней части крыши установлены возвышающиеся над ней аэродинамические обтекатели, в которые встроены прожектор и кондиционер. В пространстве между продольными и поперечными балками в крыше оборудованы люки для монтажа и демонтажа оборудования, засыпки песка в песочницы и подъёма на крышу при осмотре крышевого оборудования, закрываемые крышками с уплотнениями, исключающими попадание влаги внутрь.

### Тележки
Электровоз ЭП1, как и ВЛ65 и секция ВЛ85, имеет три двухосные моторные бесчелюстные тележки.
Рессорное подвешивание — двухступенчатое. В первой буксовой ступени рама тележки опирается на приливы корпуса букс через двенадцать спиральных пружин (по две на каждую буксу), а во второй кузовной ступени — через поперечные подвески. На крайние тележки кузов опирается через обычную люлечную подвеску, а на среднюю — через комплекты упругих качающихся сжатых стержней. Эти стержни имеют большую длину и обеспечивают большой относ тележки, что позволяет тележке смещаться вбок, улучшая вписывание электровоза в кривые. Каждый буксовый узел имеет установленный параллельно пружине гидродемпфер для гашения колебаний и улучшения плавности хода. Продольная связь кузова с тележками и передача тягового и тормозного усилий осуществляется через наклонные тяги двухстороннего действия, работающими на растяжение-сжатие.
Каждая колёсная пара имеет индивидуальный привод от своего тягового электродвигателя. Тяговые электродвигатели имеют опорно-рамную подвеску, а тяговые редукторы — опорно-осевую. Зубчатая передача тягового редуктора — односторонняя, жёсткая, косозубая. Крайние колёсные пары со стороны кабины оборудованы системой смазки. На электровозе применена рычажная система с двухсторонним нажатием тормозных колодок на каждое колесо.

### Интерьер

#### Кабина машиниста

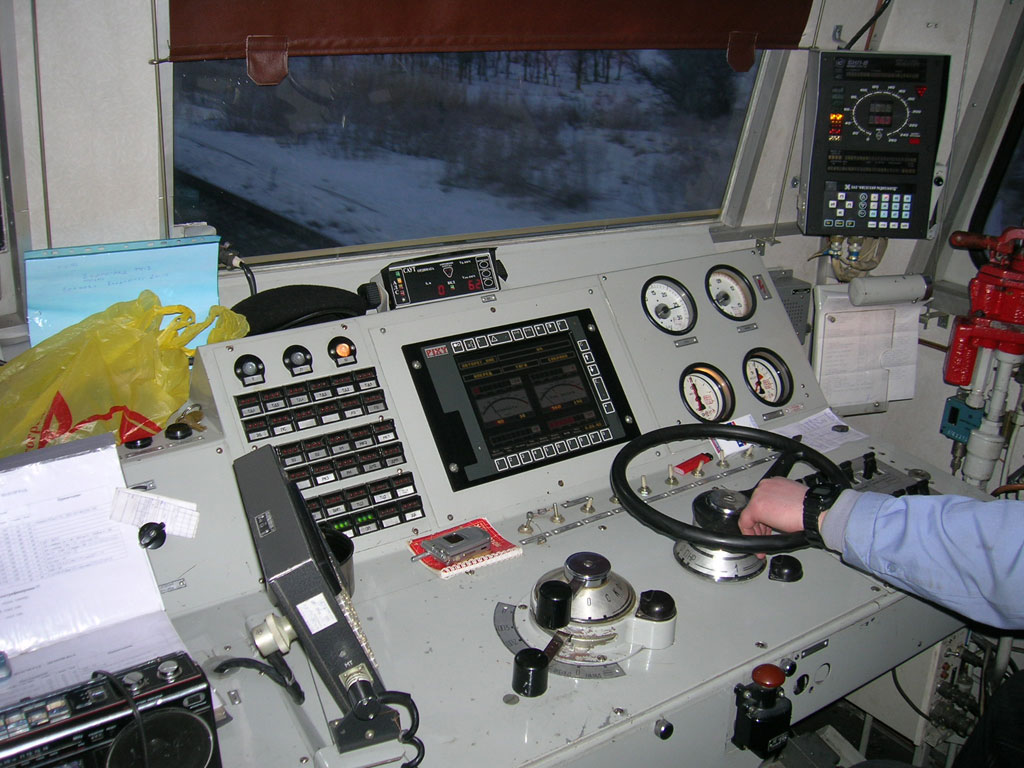
Интерьер кабины ЭП1
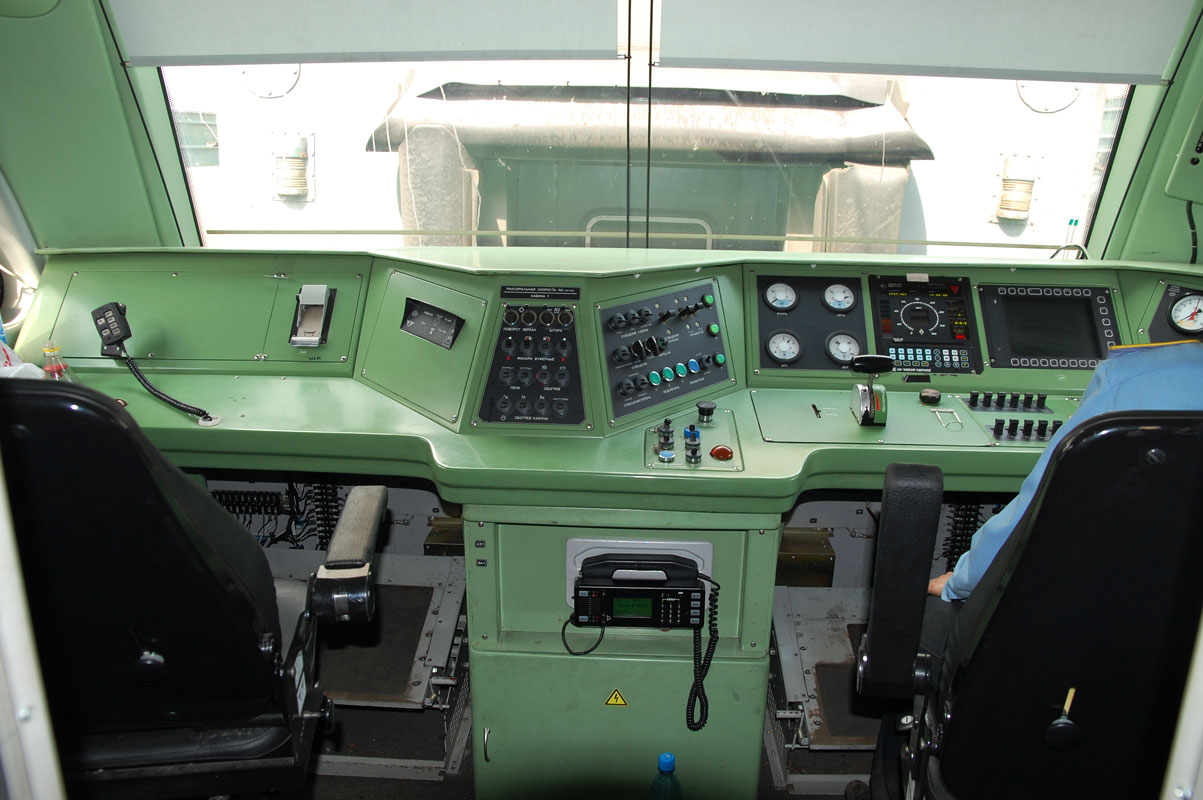
Интерьер кабины ЭП1М

### Электрооборудование

#### Крышевое токоведущее оборудование
На крыше электровоза установлено токоведущее оборудование, служащее для передачи питающего напряжения от контактной сети к тяговому трансформатору, а также разъединения электрической цепи. Оно включает в себя два токоприёмника, дроссели радиопомех, воздушные разъединители, главный воздушный выключатель, трансформатор тока, выполняющий роль главного ввода, и токоведущие шины для подвода тока между этим оборудованием по схеме «токоприёмник — дроссель радиопомех — воздушный разъединитель — воздушный выключатель — трансформатор тока».
Токоприёмники электровозов расположены за передней антенной вблизи кабины машиниста. У ЭП1 в качестве токоприёмников используются обычные пантографы Л1У1-01, а у ЭП1М — асимметричные полупантографы ТАсС-10-01, при этом у ЭП1М до номера 570 и ЭП1П полупантографы повёрнуты сгибающимся коленом наружу, а у ЭП1М с 571 — к середине кузова. За каждым из токоприёмников имеется дроссель для подавления радиопомех. В зоне между крайними и центральной частью крыши размещены высоковольтные воздушные разъединители с поворотным ножом, служащие для отключения из цепи неисправного токоприёмника. Разъединитель во избежания возникновения электрической дуги отключается только при опущенном токоприёмнике либо отключенном главном воздушном выключателе. От разъединителей напряжение поступает на главный выключатель, размещённый в центральной части крыши и служащий для оперативного отключения энергопитания электровоза от контактной сети. На электровозах ЭП1, ЭП1П и ЭП1М до номера 626 включительно установлен воздушный выключатель ВОВ-25А-10/400, а у более поздних ЭП1М — вакуумный выключатель ВБО-25-20/630 УХЛ1. Главный выключатель ВОВ-25А-10/400 состоит из дугогасительной камеры и поворотного ножа разъединителя, который в выключенном состоянии заземляет первичную обмотку трансформатора на корпус локомотива. От главного выключателя входное напряжение через трансформатор тока подаётся в кузов электровоза к трансформатору напряжения.

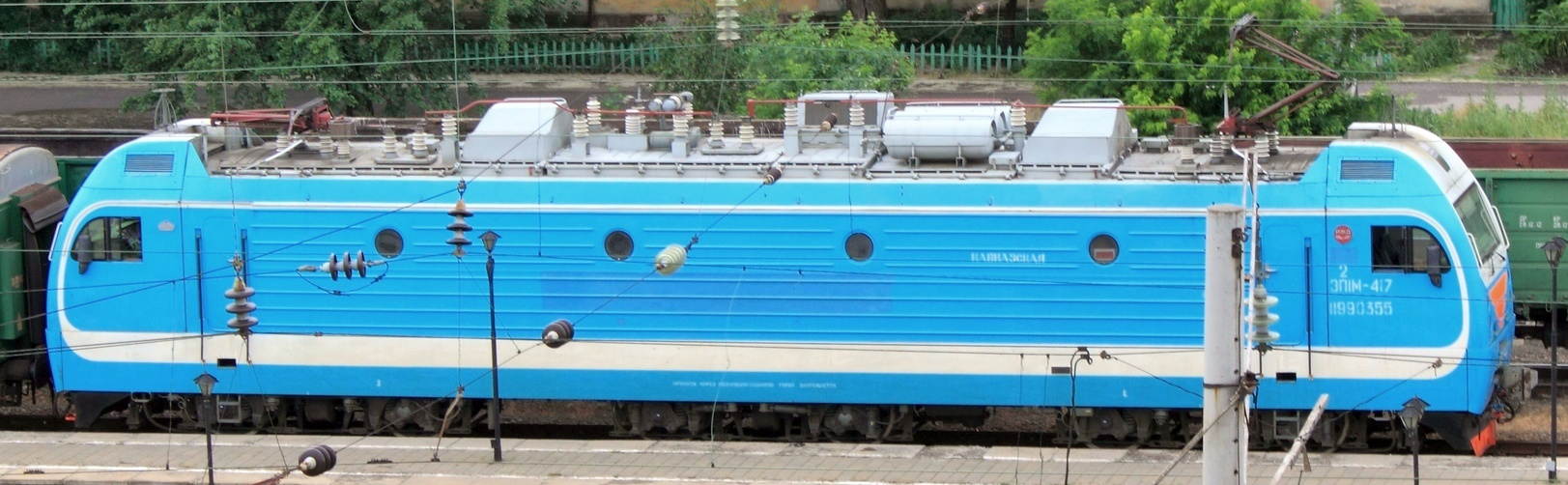
Электровоз ЭП1М-417, вид сбоку со стороны без жалюзи. Видно крышевое оборудование

#### Преобразующее оборудование
Тяговый трансформатор ОНДЦЭ-5700/25-У2 служит для понижения входного высокого напряжения контактной сети до напряжения цепей тяговых двигателей, возбуждения, собственных нужд, отопления и энергоснабжения поезда, а также для преобразования в режиме рекуперации напряжения от тяговых двигателей в напряжение контактной сети или других систем поезда. Трансформатор установлен в середине высоковольтной камеры электровоза. Он имеет сетевую обмотку (номинальная мощность — 6583 кВ⋅А при напряжении 25 кВ), две группы тяговых обмоток, состоящих из трёх секций каждая (номинальный ток — 1970 А, напряжение — 1260 В), обмотку собственных нужд (напряжение — 405 и 225 В, номинальный ток — 600 А), обмотку для возбуждения тяговых электродвигателей (номинальный ток — 650 А, напряжение — 270 В) и обмотку отопления (мощность — 1200 кВ⋅А, напряжение — 3147 В). Охлаждение трансформатора — принудительное масляно-воздушное; масса трансформатора — 9800 кг.
Выпрямительно-инверторные преобразователи ВИП-5600УХЛ2 служат для преобразования подаваемого от тяговых обмоток трансформатора переменного тока частоты 50 Гц в постоянный и плавного регулирования напряжения питания тяговых двигателей в режиме тяги, а также для обратного преобразования постоянного тока в однофазный переменный ток частотой 50 Гц и плавного регулирования величины противо-ЭДС инвертора в режиме рекуперативного торможения. На электровозе установлено два преобразователя, каждый из которых связан с одной из двух групп тяговых обмоток трансформатора и обеспечивает питание трёх параллельно соединённых тяговых электродвигателей. Каждый преобразователь состоит из силового блока, блока питания и блока диагностики. Управление преобразователем на электровозе осуществляется с помощью блока БУВИП-030.
Силовой блок имеет восемь плеч, каждое из которых состоит из двух последовательно и пяти параллельно соединённых тиристоров Т353-800. Блоки тиристоров расположены по высоте по 5 штук, а по горизонтали — по 8 штук (всего 40 тиристоров). Плечи 1, 2, 7 и 8 оснащены тиристорами 28 класса с неповторяющимся импульсным напряжением в закрытом состоянии не ниже 3600 В, а плечи 3, 4, 5 и 6 — тиристорами 32 класса. Силовая схема преобразователя обеспечивает четырёхзонное регулирование выпрямленного напряжения при трёх секциях вторичной обмотки тягового трансформатора. Выравнивание тока по параллельным ветвям плеч осуществляется путём подбора тиристоров по суммарному падению напряжения и диагонального подключения плеч. Система формирования импульсов служит для включения тиристоров силовой схемы ВИП, которая управляется аппаратурой управления электровоза.
Блок питания обеспечивает напряжением блоки управления, питаясь от обмотки собственных нужд тягового трансформатора. Он представляет собой транзисторный стабилизатор напряжения с параллельным регулирующим элементом. Стабилизатор позволяет с заданной точностью поддерживать постоянное напряжение на выходе при изменении входного напряжения в предела 250—470 В. Блок диагностики служит для контроля наличия пробитых тиристоров в плечах силового блока, пробитых транзисторов в блоке питания и системе формирования импульсов и подачи запускающих импульсов, а также позволяет контролировать алгоритм работы плеч преобразователя при работе его как на холостом ходу, так и под нагрузкой.
Выпрямительная установка возбуждения ВУВ-118 служит для выпрямления однофазного переменного тока частотой 50 Гц в постоянный и плавного регулирования тока в обмотках возбуждения тяговых двигателей при электрическом торможении. Он представляет собой двухполупериодный управляемый тиристорный выпрямитель, собранный по схеме с нулевой точкой. Каждое плечо выпрямителя состоит из трёх тиристоров, включённых параллельно.

#### Тяговые электродвигатели
На тележках электровоза установлено шесть коллекторных тяговых электродвигателей НБ-520В по два на каждую тележку с индивидуальным приводом на каждую ось. Двигатель НБ-520В представляет собой шестиполюсную компенсированную электрическую машину пульсирующего тока с последовательным возбуждением и независимой принудительной системой вентиляции. Охлаждающий воздух поступает в тяговый двигатель со стороны коллектора через вентиляционный люк и выходит из двигателя со стороны, противоположной коллектору, через щелевые отверстия подшипникового щита.
Масса двигателя составляет 3500 кг, входное напряжение на коллекторе — 1000 В, максимальная частота вращения — 2020 об./мин. В часовом и длительном режимах двигатель имеет следующие параметры:.
| Режим      | Мощность, кВт | Сила тока, А | Частота вращения, об./мин. | КПД  |
| ---------- | ------------- | ------------ | -------------------------- | ---- |
| часовой    | 800           | 845          | 1030                       | 94,5 |
| длительный | 750           | 795          | 1050                       | 94,6 |

#### Вспомогательное электрооборудование
Для привода вспомогательных машин (вентиляторов, компрессоров и масляного насоса трансформатора) используются трёхфазные асинхронные электродвигатели НВА-22 и НВА-55 с короткозамкнутым ротором. В отличие от ВЛ65 и электровозов ранних лет постройки, на ЭП1 электродвигатели вспомогательных машин могут получать питание двояко: либо напрямую от обмотки собственных нужд тягового трансформатора, либо через преобразователь частоты и напряжения ПЧФ-136, который при снижении необходимого количества охлаждающего воздуха переводит работу мотор-вентиляторов и мотор-насоса на пониженную частоту вращения.

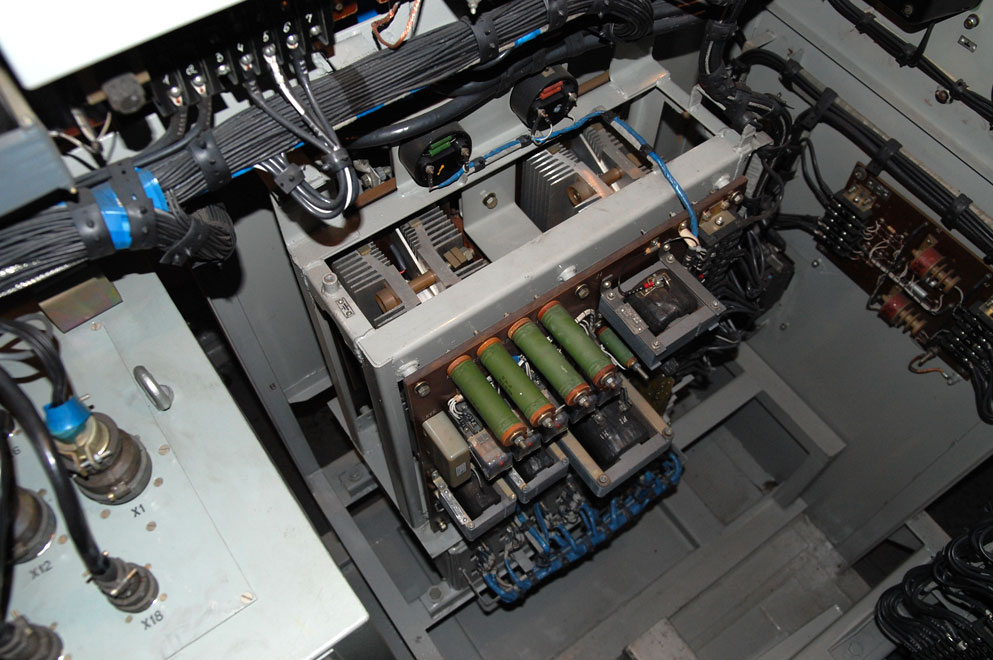
Преобразователь частоты и числа фаз, слева шкаф МСУД

Для обеспечения работы двигателей вспомогательных машин на низкой или высокой скорости вращения, питание на двигатель каждой машины подаётся не через один контактор, как обычно, а через два — один подключает двигатель к обмотке собственных нужд и конденсаторам (режим высокой скорости; напряжение — 380 В, частота — 50 Гц), второй к ПЧФ (режим низкой скорости вращения; напряжение — 40—90 В, частота — 16,7 Гц). Двигатели мотор-компрессоров работают всегда на режиме высокой скорости. Электровозы до ЭП1-029 включительно имели двигатели компрессоров НВА-55, такие же, как у мотор-вентиляторов, с синхронной частотой вращения 1500 об/мин, с ЭП1-030 они заменены на НВА-22 с синхронной частотой 750 об/мин. На ЭП1М и ЭП1П преобразователь ПЧФ-136 был заменён преобразователем ПЧФ-177. Предусмотрен ускоренный переход работы вспомогательных машин, подключенных к преобразователю ПЧФ-177, на нормальную частоту питающего напряжения (50 Гц) от обмотки собственных нужд тягового трансформатора, если температура масла в нѐм свыше 90 °С.

#### Система управления
ЭП1 — первый серийный электровоз Новочеркасского завода с микропроцессорной системой управления. Микропроцессорная система обеспечивает контроль основного оборудования и некоторых реле, управляет выпрямительно-инверторными преобразователями, питающими тяговые двигатели. Она позволяет управлять электровозом в четырёх режимах:.
- «Авторегулирование» — полуавтоматический режим, при котором машинист с помощью штурвала контроллера задаёт максимальный требуемый ток, а с помощью рукоятки задатчика скорости устанавливает необходимую скорость. Электровоз разгоняется до установленной скорости и поддерживает её на ровных участках и подъёмах в автоматическом режиме, за счёт плавного регулирования напряжения на тяговых двигателях с помощью тиристоров ВИП (автоматически регулируется нагрузка на тяговых двигателях)
- «Ручное регулирование» — применяется как аварийный режим управления. В этом режиме, машинист штурвалом контроллера даёт прямую команду МСУД на открытие тиристоров ВИП, угол открытия тиристоров в этом случае, а значит и нагрузка тяговых двигателей, будет зависеть только от угла на который повёрнут штурвал контроллера машиниста. Автоматический разгон и поддержание скорости в этом режиме отсутствует (нагрузка на тяговых двигателях регулируется вручную). Положение рукоятки задатчика скорости никакого значения не имеет.
- «Автоведение» — режим автоматического ведения поезда, основной составляющей которого является база данных системы Автоматического Ведения Пассажирского Поезда (УСАВП-П) , в которую занесены профиль пути, допустимые скорости, расположение светофоров, станций, расписание следования поезда, постоянно действующие ограничения скорости и т. д. В этом режиме движения электровозом и поездом управляет система УСАВП-П, используя информацию из встроенной памяти базы данных системы и текущую информацию КЛУБ и САУТ. Режим активируется только при наличии съёмного картриджа регистратора параметров движения автоведения (РПДА-П). В зависимости от конкретной поездной ситуации, системой УСАВП-П, совместно с МСУД, в автоматическом режиме собирается режим тяги или рекуперативного торможения, определяется и поддерживается скорость, необходимая для соблюдения расписания движения поезда, введённых машинистом данных о временных ограничений скорости, применяются электропневматические или пневматические тормоза поезда и т. д. (поезд ведёт автоматика без участия машиниста). Машинист в этом случае перед отправлением нажимает кнопку "ST" на дисплее МСУД, активирующую этот режим, а при движении при необходимости выполняет корректировку и настройку системы (корректировка расписания, ввод временных ограничений скорости, темп нагона, величину ступени торможения, величину тока тяговых двигателей и так далее). В случае, если машинист самостоятельно передвинет штурвал контроллера или переместит ручку тормозного крана, система автоматически перейдет в режим «Советчик», о чём сообщит визуальной и звуковой информацией.
- «Советчик» — режим управления, который использует функции «Авторегулирования» и частично «Автоведения». Для этого режима наличие картриджа РПДА-П не обязательно. В этом случае машинист управляет электровозом аналогично режиму «Авторегулирование», но на дисплее МСУД в соответствующем экране появляется рекомендательная информация УСАВП-П о наиболее эффективных действиях машиниста в данный момент, в зависимости от текущей ситуации (УСАВП-П не самостоятельно управляет электровозом, а даёт подсказки).

## Эксплуатация
Электровозы поступали для эксплуатации на Западно-Сибирскую (депо Карасук), Дальневосточную (депо Хабаровск), Октябрьскую (депо Кандалакша), Красноярскую (депо Красноярск и депо Абакан), Приволжскую (депо Саратов), Восточно-Сибирскую (депо Иркутск-Сортировочный), Забайкальскую (депо Белогорск), Северо-Кавказскую (депо Кавказская), Юго-Восточную (депо Россошь), Южно-Уральскую (депо Карталы) и Горьковскую (депо Киров) дороги. Примечательным фактом является то, что регионы распространения электровозов ЭП1 и ЭП1М практически не совпадают: в то время как ЭП1 распространены в основном в азиатской части России, а также северных и восточных регионах европейской части России, ЭП1М поступили в южные и центральные восточные регионы европейской России. Электровозы ЭП1П же распространены преимущественно в азиатской России в тех же депо, что и ЭП1, но часть локомотивов также используется на юге европейской России в горных регионах Северного Кавказа совместно с ЭП1М.
Наибольший парк электровозов ЭП1 в депо Красноярск Красноярской железной дороги, в депо Саратов-2 Приволжской железной дороги и в депо Белогорск Забайкальской железной дороги.
В депо Саратов-2 электровозами ЭП1 и ЭП1М полностью заменили старые машины ЧС4 и ЧС4Т (ЧС4 были списаны, а ЧС4Т переданы в депо Балашов Юго-Восточной железной дороги), в депо Россошь и Кавказская — много единиц ЧС4Т. На Октябрьской, Красноярской, Восточно-Сибирской и других дорогах за счёт появления новых электровозов высвободились из пассажирской работы старые ВЛ60, ВЛ65 и ВЛ80. ЭП1П поступили на Восточно-Сибирскую (депо Иркутск), Красноярскую (депо Красноярск и депо Абакан (в 2012 году все абаканские ЭП1П переданы в Красноярск)), Забайкальскую (депо Белогорск), Северо-Кавказскую (депо Кавказская) дороги. В депо Белогорск Забайкальской ЖД и Карталы-1 ЮУЖД эти электровозы полностью заменили ВЛ60 и ВЛ65.
Электровоз ЭП1М-685 в июле—августе 2011 года проходил испытания на Белорусской железной дороге, связанные с целью возможной закупки таких машин. Однако в ходе испытаний были выявлены недочёты, вследствие чего локомотив был возвращён обратно в Россошь, а от планов закупки ЭП1М пришлось отказаться.
К маю 2017 года суммарный пробег всех выпущенных к этому времени электровозов ЭП1 всех модификаций превысил миллиард километров.
По состоянию на начало 2021 года все электровозы ЭП1, ЭП1М и ЭП1П, за исключением находящихся на территории НЭВЗ новых ЭП1М-811 и ЭП1М-812, и попавших в аварию и разбитых ЭП1-254 и ЭП1М-499, 539, 567, 666, 671 и 682, находятся в эксплуатации, при этом небольшая часть из них находится в состоянии консервации и временно не работает либо проходит ремонт.
- ЭП1 с поездом «Россия» прибывает на станцию Уссурийск
- ЭП1-214 с пассажирским поездом на перегоне
- ЭП1М-535 перегоняет электровозы ЭП1М и ВЛ80С, вид сверху
- ЭП1М-623 прицепляется к пассажирскому поезду на станции Горячий Ключ
- ЭП1М-674 с пассажирским поездом на перегоне
- ЭП1М-773 с пассажирским поездом, вид под поездом между рельсами

### Происшествия
- 23 мая 2011 года ЭП1-254 столкнулся с грузовым автомобилем на переезде перегона Кувандык — Медногорск в Оренбургской области, в результате чего сошёл с рельсов и получил сильные повреждения и в итоге был признан непригодным к восстановлению и порезан[2].
- 27 июня 2013 года ЭП1М-544 пострадал от возгорания в машинном отделении на перегоне Александровка — Кизитеринка[2].
- 5 августа 2013 года ЭП1М-539 по касательной столкнулся с автомобилем на переезде 218 км перегона Михайлов — Лужковская Павелецкого направления Московской железной дороги (бывшая станция Голдино) и проскрёб себе бок, получив значительную вмятину боковины, в феврале 2020 года списан[2].
- 3 сентября 2013 года ЭП1М-435 столкнулся с грузовым автомобилем на неохраняемом переезде 1645 км перегона Шенджий — Энем-2, в результате столкновения кабина получила сильную вмятину с многочисленными трещинами лобового стекла. Электровоз после ремонта на Улан-Удэнском ЛВРЗ в июне 2020 года, вернулся в эксплуатацию[2].
- 3 декабря 2014 года ЭП1М-670 столкнулся с автомобилем УАЗ на перегоне Дарг-Кох — Беслан. После столкновения дополнительно пострадала одна из кабин машиниста из-за возгорания автомобиля и термического воздействия от него. Электровоз прошёл восстановительный ремонт и вернулся в эксплуатацию[2].
- 28 января 2015 года ЭП1М-567 при скорости 93 км/ч столкнулся с грузовым автомобилем КамАЗ на неохраняемом переезде на перегоне Эльхотово — Муртазово, в результате столкновения была сильно повреждена кабина с вдавлением нижней части и лобового стекла и разрывом левой части, произошёл сход первой колёсной пары электровоза, также была сбита опора контактной сети. Электровоз в ноябре 2020 года был списан[2].
- 20 июня 2015 года ЭП1М-533 пострадал от возгорания в машинном отделении на перегоне Высокая Гора — Кендери. В декабре того же года был отремонтирован и вернулся в строй[2].
- 10 июля 2015 года ЭП1М-755 столкнулся с автомобилем на переезде 246 км перегона Павелец-Тульский — Мшанка. В конце 2019 года электровоз был отремонтирован и вернулся в строй[2].
- 20 сентября 2015 года ЭП1М-458 столкнулся с комбайном на переезде возле станции Ведмидивка Северо-Кавказской железной дороги. Получил повреждения и прошёл восстановительный ремонт[2].
- 4 июля 2018 года ЭП1М-666 столкнулся с грузовым автомобилем КамАЗ на неохраняемом переезде на перегоне Высочино — Васильево-Петровская Ростовского региона Северо-Кавказской железной дороги. В результате столкновения кабина получила сильные повреждения и произошёл сход одной колесной пары локомотива. Габарит по соседнему пути не нарушен. В результате происшествия погиб помощник машиниста. По предварительным данным, жертв среди пассажиров нет, за медицинской помощью обратился один пассажир[9]. Электровоз же был признан непригодным к восстановлению и порезан[2].
- 3 ноября 2018 года в 4:15 ЭП1М-499 с поездом № 301 Минск — Адлер столкнулся с грузовым автомобилем КамАЗ на переезде на 1565 км 5 пк на перегоне Тимашевская — Ведмидивка. При столкновении у электровоза была полностью уничтожена кабина по ходу движения. Получили травмы пассажиры, водитель грузовика, машинист и его помощник. В больницу в тяжёлом состоянии доставили водителя грузовика, локомотивную бригаду. За помощью к медикам также обратились 17 пассажиров[10]. В итоге локомотив был признан непригодным к восстановлению и порезан[2].
- 1 июня 2019 года в 14:57 ЭП1-092 столкнулся с грузовым автомобилем MAN на перегоне Шенджий — Энем-2. От удара бензобак грузовика взорвался, из-за пожара пострадала кабина локомотива и один из вагонов. Пострадал 66-летний водитель грузовика и локомотивная бригада, пассажиры за медицинской помощью не обращались. Электровоз, вернулся в строй[2].
- 12 марта 2020 года ЭП1М-682 столкнулся с дрезиной на перегоне Тарасовка — Миллерово. В результате столкновения повреждена кабина электровоза. От осколков разбившегося стекла получил травмы машинист локомотива. Электровоз отремонтирован и вернулся в строй[2].
- 13 марта 2020 года в 15:07 ЭП1М-671 столкнулся с грузовым автомобилем КамАЗ на перегоне Крымская — Баканская. В результате столкновения кабина получила сильную вмятину в левой части с многочисленными трещинами лобового стекла. Пострадали водитель автомобиля и помощник машиниста, которые были госпитализированы. Электровоз отправлен в ремонт на Улан-Удэнский ЛВРЗ[2].
- 12 ноября 2023 года в 1:30 ЭП1-063 с поездом Nº 91 Северобайкальск — Москва столкнулся с грузовым автомобилем на перегоне Янталь — Лена. В результате столкновения, очень сильно повреждена кабина локомотива. Погибли локомотивная бригада и водитель автомобиля.
- 29 июля 2024 года в 12:35 ЭП1-083 с поездом № 491 Казань — Адлер столкнулся с грузовым автомобилем КамАЗ на перегоне Гремячая — Котельниково. В результате столкновения повреждена кабина локомотива и произошёл сход девяти пассажирских вагонов. В результате происшествия пострадало 140 пассажиров поезда, из них 55 были госпитализированы.

### Комментарии
1. ↑  При скорости до 10 км/ч
2. ↑  Передаточное отношение редуктора у ВЛ65 меньше чем у ЭП1/ЭП1М и особенно ЭП1П, хотя локомотив и является менее скоростным. Это обусловлено тем, что на ВЛ65 применяются двигатели НБ-514 с меньшей частотой вращения, чем НБ-520В у ЭП1

### Официальные сайты
- Пассажирский электровоз переменного тока ЭП1. Официальный сайт (архив). Новочеркасский электровозостроительный завод. Архивировано из оригинала 23 августа 2012 года.
- Пассажирский электровоз переменного тока ЭП1М. Официальный сайт. Новочеркасский электровозостроительный завод. Архивировано 22 апреля 2018 года.
- Пассажирский электровоз переменного тока ЭП1П. Официальный сайт. Новочеркасский электровозостроительный завод. Архивировано 30 декабря 2013 года.

### Видеообзоры
- Профессия Машинист. Полный обзор электровоза ЭП1. YouTube (февраль 2023). Дата обращения: 10 сентября 2023.

### Фотогалереи и базы приписки
- Список подвижного состава ЭП1, ЭП1М. и ЭП1П. (фотогалерея и данные приписки). RailGallery.
- Список подвижного состава ЭП1, ЭП1М. и ЭП1П. (фотогалерея и данные приписки). TrainPix. Дата обращения: 14 мая 2021.
- Список подвижного состава ЭП1, ЭП1М. и ЭП1П. (фотогалерея и данные приписки). TrainPhoto.org.ua. Дата обращения: 23 января 2022.
- Фотогалерея электровозов ЭП1. «Паровоз ИС». Дата обращения: 22 апреля 2018.
- Фотогалерея ЭП1., ЭП1М. и ЭП1П. Photo RZD. Дата обращения: 22 апреля 2018.
- Фотогалерея ЭП1., ЭП1М. и ЭП1П. TrainPhoto.ru. Дата обращения: 22 апреля 2018.
- Электровоз ЭП1. Отечественные локомотивы. Дата обращения: 22 апреля 2018. Архивировано 23 апреля 2018 года.
- Пневматическая система электровоза ЭП1. СЦБИСТ. Локомотив (журнал). Дата обращения: 22 апреля 2018.